# Escola Militar do Realengo
A Escola Militar do Realengo foi a instituição formadora de oficiais do Exército Brasileiro, de 1913 até sua transferência a Resende, em 1944, originando a Academia Militar das Agulhas Negras (AMAN). Ali iniciava a formação da elite militar, parte importante da consolidação do Estado republicano em sua época. Seus alunos, denominados cadetes após 1931, formavam-se como aspirantes-a-oficial, aptos a chefiar pelotões, e eram designados para os corpos de tropa. Mais acima na hierarquia militar, os oficiais prosseguiriam a instrução na Escola de Aperfeiçoamento de Oficiais e outras instituições. Cadetes da Aviação tinham apenas o início da formação no Realengo, concluindo-a na Escola de Aviação Militar, situada no Campo dos Afonsos.
Sua antecessora, a Escola Militar da Praia Vermelha (EMPV), tinha um currículo de teor civil e científico, formando “bacharéis fardados”, politicamente engajados. Nem eles e nem os “tarimbeiros”, os oficiais mais práticos formados na tropa, tinham uma formação militar moderna. As reformas do Exército no início do século XX procuraram tornar o ensino prático, de teor técnico-profissional, e formar oficiais disciplinados e fiéis à hierarquia. Nesse sentido, a formação foi transferida para o Realengo, bairro suburbano do Rio de Janeiro, mais distante da agitação política da capital federal e com espaço para o treinamento militar em campo. Os alunos continuavam vindo em grande parte da classe média urbana. Os cursos das Armas da Artilharia e Engenharia já funcionavam no Realengo desde 1905, quando a EMPV foi extinta; os dois outros cursos, Infantaria e Cavalaria, foram centralizados naquelas instalações em 1913.
O novo currículo não incluía ensino teórico, apenas prático ou teórico-prático. Contudo, nos primeiros anos de funcionamento, faltavam recursos, uma situação que começou a mudar em 1918 com a contratação, por concurso, da “Missão Indígena” - um grupo de instrutores influenciados pelo reformismo militar dos jovens turcos. Os alunos foram organizados em subunidades militares dentro de um Corpo de Alunos, e o tempo de curso das quatro Armas foi igualado para três anos. Em 1919–1920, o prédio foi expandido para o tamanho atual, embora as instalações fossem simples. Os exercícios físicos eram rigorosos, e a disciplina, severa. O Realengo tornou-se fundamental para a profissionalização do Exército, proporcionando aos novos oficiais um nível sem precedentes de preparação técnica. No entanto, ao contrário do que as autoridades militares pretendiam, o ambiente era politizado, e o ensino, ao fortalecer uma identidade militar sólida, aumentava o sentimento de superioridade em relação aos políticos civis. Em 1922, ocorreu uma revolta dos alunos e instrutores, marcando o primeiro episódio do tenentismo, com a turma do final de 1919 se tornando o núcleo das revoltas tenentistas.
Após 1922, a Missão Indígena chegou ao fim e a Missão Militar Francesa tomou seu espaço. O ensino prático foi equilibrado com o teórico no currículo. O comando foi assumido em 1931–1934 pelo coronel José Pessoa, que ambicionava tornar os cadetes uma aristocracia moral. Ele aumentou o número de candidatos civis e a vida dos cadetes, que já era em internato integral desde 1930, foi regulada ao nível de uma instituição total, ao mesmo tempo que a disciplina foi abrandada, reformas físicas tornaram a Escola mais confortável, surgiram símbolos e rituais (uniformes históricos, brasão, espadim e estandarte) existentes até hoje, sendo idealizada a transferência da Escola a Resende. Após 1938, o Estado Novo aplicou uma política discriminatória na seleção dos candidatos, procurando formar uma elite institucional homogênea. Ao início dos anos 1940, os cadetes do Realengo atingiram um prestígio na sociedade inexistente na AMAN décadas depois. Os oficiais formados em 1913–1944, a “geração do Realengo”, tinham um sentimento de identidade com suas turmas, e muitos teriam longas carreiras de envolvimento político e ocupação de cargos públicos. Os generais responsáveis pelo golpe de Estado de 1964 formaram-se ali no final dos anos 10 e nos anos 20, e os presidentes da ditadura militar brasileira (1964–1985) eram ex-alunos.

## Antecedentes

### Ensino militar brasileiro antes de 1913
Desde 1898, a única fonte de oficiais para o Exército Brasileiro era a Escola Militar do Brasil, conhecida na historiografia como a Escola Militar da Praia Vermelha (EMPV); as duas outras escolas presentes no final do Império, em Fortaleza e Porto Alegre, foram fechadas. Havia escolas preparatórias para a Praia Vermelha no Realengo e em Rio Pardo. A EMPV foi fechada após entrar em rebelião durante a Revolta da Vacina de 1904. Para afastar os novos alunos da agitação política situada no centro do Rio de Janeiro, o ensino foi disperso para a Escola de Guerra, em Porto Alegre, Escola de Aplicação de Cavalaria e Infantaria, em Rio Pardo, e Escola de Artilharia e Engenharia e Escola de Aplicação de Artilharia e Engenharia, no Realengo. A existência de várias escolas muito distantes exigiu gastos excessivos, sobrecarregado a capacidade administrativa do Ministério da Guerra e impedido um acompanhamento mais atento. Assim, em 1911–1913 as outras escolas foram fechadas e toda a formação de oficiais foi concentrada no Realengo.
O currículo na Praia Vermelha tinha teor civil, privilegiando as ciências matemáticas, físicas, naturais e filosóficas sobre a prática e a técnica militar. O objetivo ia além do preparo militar; os oficiais deveriam dar suporte ao regime republicano e conhecer o mundo da produção e das profissões civis de engenharia. Não havia espaço para exercícios de combate em campo. Só viviam o dia-a-dia dos corpos de tropa os oficiais com menor ou nenhuma educação, os “tarimbeiros”. A formação completa na Praia Vermelha produzia oficiais “científicos”, “bacharéis fardados”, competidores dos bacharéis civis pelo reconhecimento na sociedade. Eram escritores, burocratas e políticos, mas não chefes de campanha competentes. Os jovens oficiais viviam sob grande influência do cientificismo, positivismo e republicanismo e eram engajados na política. Em 1903 o ministro da Guerra Francisco de Paula Argolo descreveu esse tipo de oficial como “inteiramente estranho à verdadeira profissão militar, sem o hábito da disciplina e subordinação, com pronunciada tendência a discutir e criticar as ordens que recebe, e que por todos os meios procura esquivar-se a uma vida cujos misteres considera pouco compatíveis com seu preparo teórico e o seu título científico”. Nenhum dos dois tipos, tarimbeiros ou “científicos”, tinha formação militar técnica e moderna.
Desde a gestão do marechal Mallet no ministério da Guerra (1898–1902) houve um esforço de modernização no ensino militar, mas as condições orçamentárias adequadas só passaram a existir na década de 1910. As mudanças no ensino tinham como contexto outras reformas no Exército, como a criação de uma estrutura orgânica moderna, a instituição do serviço militar obrigatório (a Lei do Sorteio) e a regularidade da instrução e adestramento de tropas. O Exército havia exibido mau desempenho em campanhas como Canudos (1896–1897), e havia desconfiança para com a política externa da Argentina. Os jovens turcos, oficiais subalternos que estagiaram no Império Alemão a partir de 1906, fundaram a revista A Defesa Nacional ao retornar ao Brasil, propondo amplas modernizações que deveriam começar na instrução militar.

### O Realengo antes de 1913

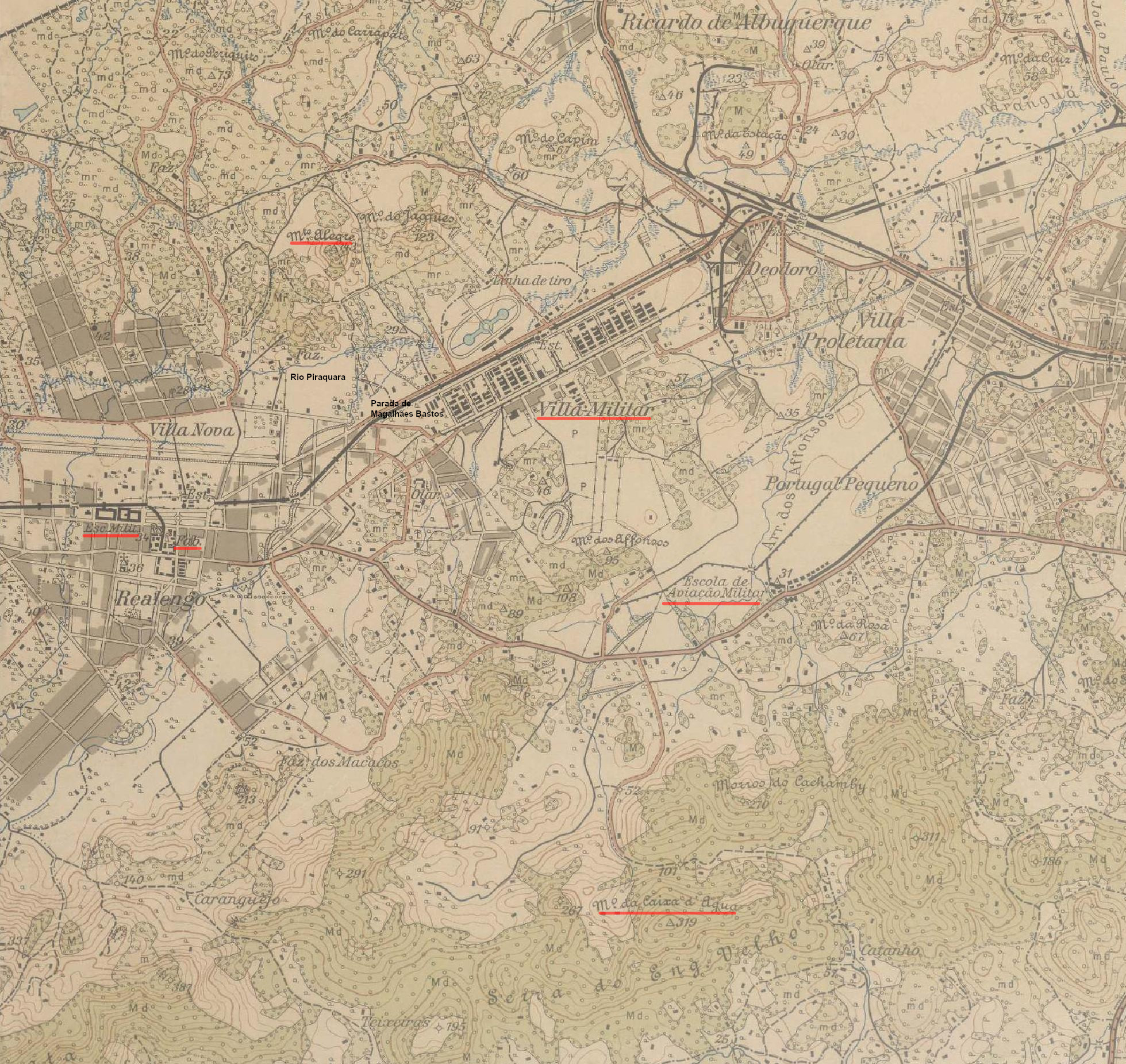
Região da Escola e Vila Militar em 1922

O Realengo tem sua história muito ligada aos militares. As Forças Armadas tinham presença desde 1857, ano da fundação da Escola Geral de Tiro do Campo Grande. O Exército e, posteriormente, outras corporações militares adquiriram propriedades por negociações com a Câmara Municipal, desapropriações e compras de antigos foreiros. Com o passar das décadas, formou-se um corredor de áreas militares na Vila Militar, Deodoro, Realengo e Campo dos Afonsos. A região era atravessada pela Estrada de Ferro Central do Brasil. Havia terras desocupadas de sobra; a urbanização só acelerou nos anos 1930.
A tendência era a expansão dos quartéis para longe do centro, acompanhando a malha ferroviária, devido à valorização imobiliária, a necessidade de espaços abertos para treinar novos armamentos e manobras e a proteção dos depósitos de material bélico. Esses foram os motivos para a instalação da Escola no Realengo, juntamente com a pré-existência de áreas militares e o afastamento dos alunos do contágio político do centro da cidade. Na década de 1930, o coronel José Pessoa avaliou negativamente o local, considerando-o de clima desagradável, paisagem monótona, vulnerável aos surtos de malária dos pântanos circundantes e, ainda assim, perto demais do centro da cidade. Essas considerações motivaram a futura transferência da Escola a Resende em 1944.
A Escola Geral de Tiro foi transformada na Escola Prática do Exército na Capital Federal, em 1891, Escola Preparatória e de Tática do Realengo, em 1898, e Escola de Artilharia e Engenharia, em 1905. Essa última escola já era semelhante à Escola Militar, que surgiu pela transferência dos dois outros cursos (Infantaria e Cavalaria). Uma Escola de Sargentos funcionou com alguns alojamentos da Escola Prática em 1893–1896, mas não teve sucesso. Em 1897 a região teve expansão industrial com a abertura da Fábrica de Cartuchos. Na década de 1910, as áreas periféricas permaneciam ocupadas por pastagens, que davam lugar à citricultura. A área urbana era pouco relevante, e a canalização de água só foi realizada no início da década seguinte. A Escola Militar, Fábrica de Cartuchos, estação ferroviária e capela de Nossa Senhora de Conceição eram as principais referências.

## Influências e objetivos

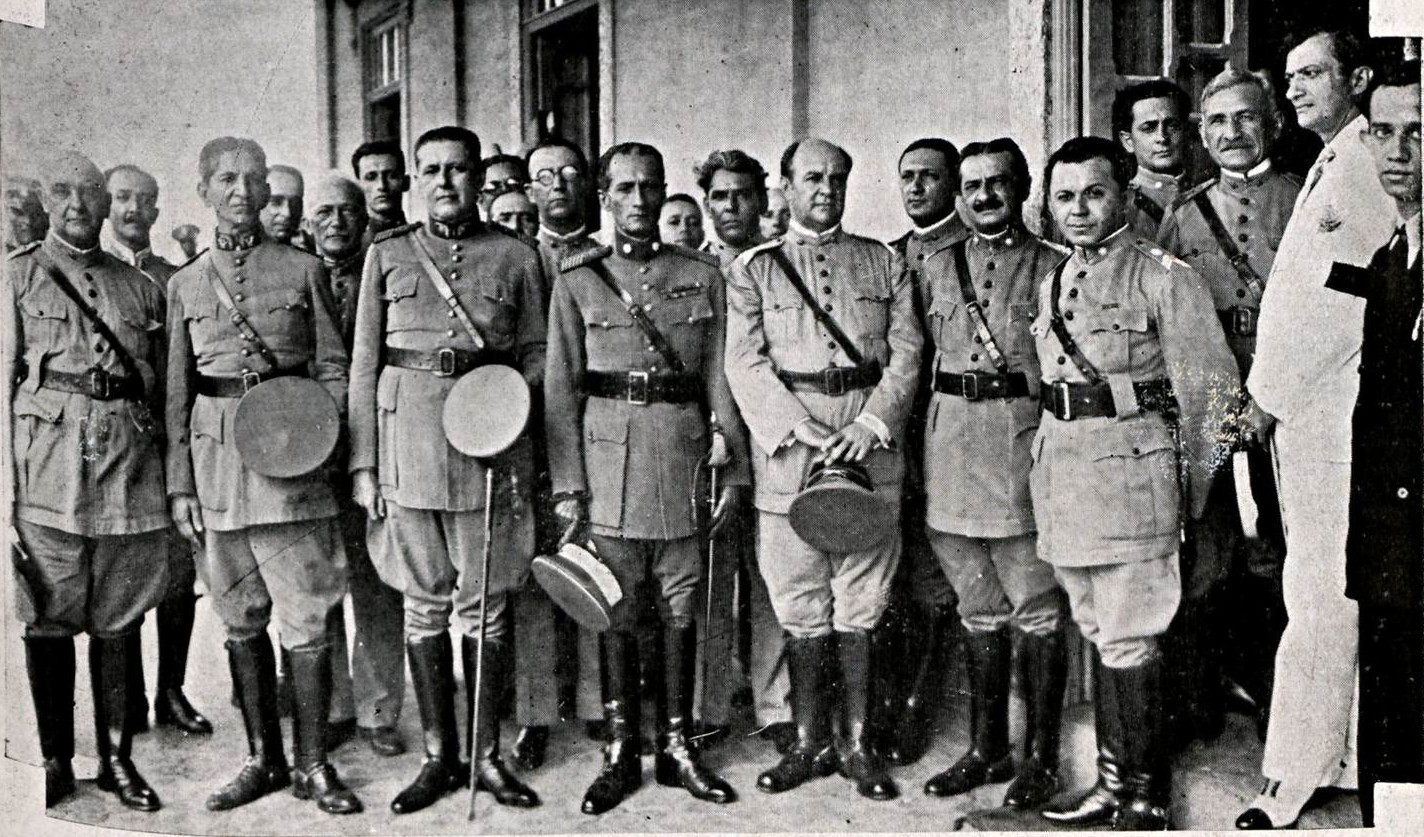
José Pessoa, ao centro, ao assumir o comando em 1931

A escola preparatória de oficiais é a principal instituição educacional de um exército. Na primeira metade do século XX, a formação dos oficiais foi importante na consolidação do Estado republicano brasileiro, na qual o Exército foi ator importante. Para o general Pedro Aurélio de Góis Monteiro, a Escola Militar era a “galinha dos ovos de ouro”, berço da elite militar. As autoridades militares usaram-na como “laboratório” para experimentar formas diferentes de educar os oficiais. O Realengo tornou-se o berço da profissionalização do Exército, processo pelo qual ele consolidou seu espírito de corpo e habilidade para administrar a força do Estado, aprofundando sua diferença das demais instituições.
Desde a reforma educacional de 1905, o principal objetivo das autoridades era substituir o ensino teórico-cientificista pela formação prática de oficiais comandantes de tropa. À época, a educação no Brasil em geral movia para um modelo mais prático devido à industrialização e urbanização. Para o Exército, os “bacharéis fardados” não saberiam empregar os novos armamentos e meios de transporte e representavam o risco de revoltas como em 1904. Entretanto, o impacto das reformas foi mitigado pela escassez de recursos humanos e materiais da Escola Militar até 1918, refletindo a falta de equipamentos no Exército como um todo.
A influência dos jovens turcos, já presente na elaboração do primeiro regulamento da Escola, em 1913, aumentou no regulamento de 1918. Vários integrantes do grupo foram admitidos ao Estado-Maior do Exército (EME) em 1910–1914, sob a chefia de José Caetano de Faria, que em seguida foi ministro da Guerra em 1914–1918. A Primeira Guerra Mundial foi o fator externo que permitiu as reformas, alterando a forma como a guerra era conduzida e aumentando a importância do Exército. O modelo era germânico. Os alunos aprenderiam a agir e pensar como soldados para então comandar com conhecimentos técnicos e profissionais avançados.
Para sanar a deficiência do corpo docente, em 1918 o ministro da Guerra abriu um concurso com prova prática para instrutores da Escola, até então escolhidos pelo favoritismo. Os tenentes e capitães selecionados, sob forte influência dos jovens turcos, foram chamados de “Missão Indígena”, em contraposição à iminente Missão Militar Francesa. Dos 19 oficiais da Missão Indígena presentes em 1920, ao menos 11 mais tarde chegariam ao generalato. Em 1919 o coronel Eduardo Monteiro de Barros foi nomeado ao comando, o primeiro de origem como chefe de tropa e não como oficial de Estado-Maior ou antigo professor catedrático. Ele foi conhecido pela aplicação rígida da disciplina. A falta de recursos materiais foi abordada na gestão do ministro da Guerra Pandiá Calógeras (1919–1922).
A revolta da Escola Militar em 1922, na qual a maioria dos instrutores da Missão Indígena participou, levou ao seu fim precoce. O ensino foi reformulado sob a influência da Missão Militar Francesa, contratada em 1919, mas que até então não tinha envolvimento direto com a Escola. O foco excessivo no ensino profissional foi reduzido, dando mais espaço para a cultura geral. O sistema educacional uniu a Escola Militar com as novas Escolas de Aperfeiçoamento de Oficiais (EsAO), Escola de Estado-Maior (EEM) e escolas de especialização.

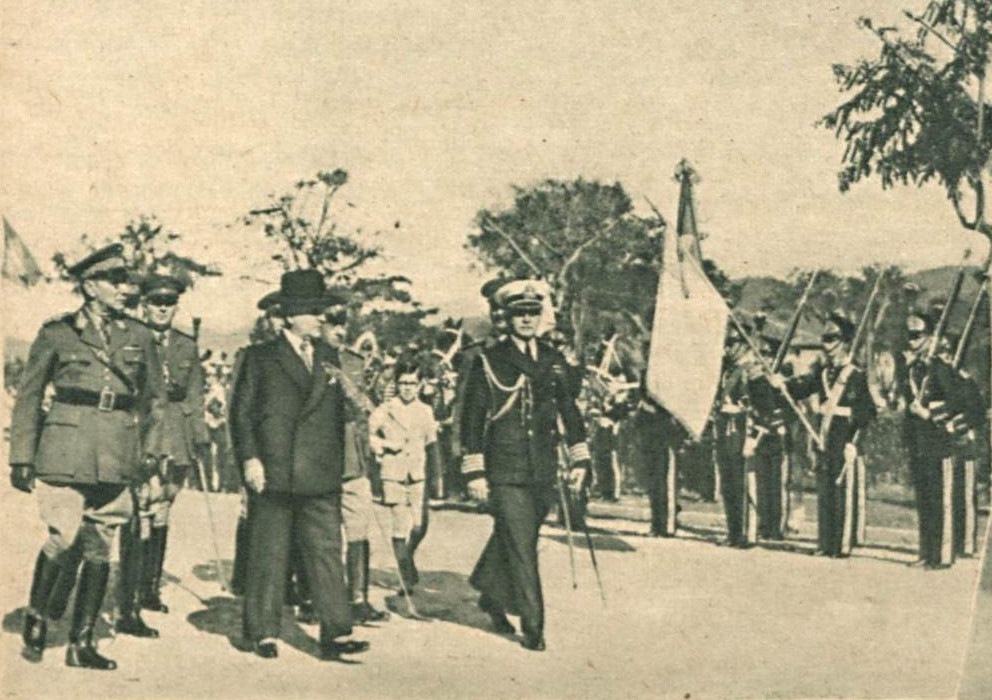
Presidente Getúlio Vargas e seu ministro da Guerra são recebidos na Escola em 1936

A Revolução de 1930 introduziu as próximas mudanças. Em janeiro de 1931 o coronel José Pessoa foi nomeado ao comando da Escola. Ele desfrutava de prestígio junto à cúpula do Exército e do governo de Getúlio Vargas, mas dividia opiniões no oficialato. Sua inspiração eram as escolas estrangeiras (West Point, Saint-Cyr e Sandhurst), e sua ambição, tornar o corpo de oficiais uma elite homogênea; nas suas palavras, “uma verdadeira aristocracia, não a aristocracia de sangue, mas uma aristocracia física, moral e profissional”. O comando empreendeu reformas estruturais e anímicas (de impacto psicológico), posicionou o preparo físico como base para o científico e técnico-profissional e idealizou a transferência da Escola para Resende. José Pessoa pediu demissão em 1934 em protesto contra o ministro da Guerra Góis Monteiro, que exigia a rematrícula de alguns cadetes desligados e outras medidas que considerava interferência política. A poucos dias de sua saída, enfrentou também uma greve estudantil.
A partir de 1933 a estrutura burocrático-militar foi dominada pelos generais Góis Monteiro e Eurico Gaspar Dutra. As mudanças no ensino militar tiveram como plano de fundo a transição a um Estado forte e autoritário, culminando na implantação do Estado Novo em 1937, e a radicalização ideológica de comunistas e integralistas. As autoridades militares pretendiam formar uma elite institucional mais homogênea. Os cadetes deveriam ser filhos da “boa sociedade”, com uma seleção elitizada. O tipo militar pretendido estaria livre de estigmas raciais e ideológicos e com padrão moral e cívico acima da média. Ideologicamente, seria nacionalista, conservador e corporativista. A educação, como pretendia Dutra, seria no que denominava sistema autoritário, em contraponto ao sistema liberal; a “profilaxia social”, afastando subversivos da atividade pública, seria aplicada aos institutos de ensino militar. A seleção discriminatória dos candidatos, adotada a partir de 1938, era distinta das propostas de José Pessoa, baseadas na mudança de hábitos e costumes.
O efetivo de oficiais franceses no Exército, de seu auge de 36, diminuiu gradualmente após 1930, com a saída dos últimos, e fim da Missão Militar Francesa, com o início da Segunda Guerra Mundial; no mesmo período começa a influência americana. Nos últimos regulamentos (1940 e 1942) transpareceu a influência da Missão Militar Americana, que havia sido contratada em 1936, e em seguida de oficiais brasileiros que estagiaram nos Estados Unidos após o início da guerra.

## Estrutura

### Regulamentos e hierarquia

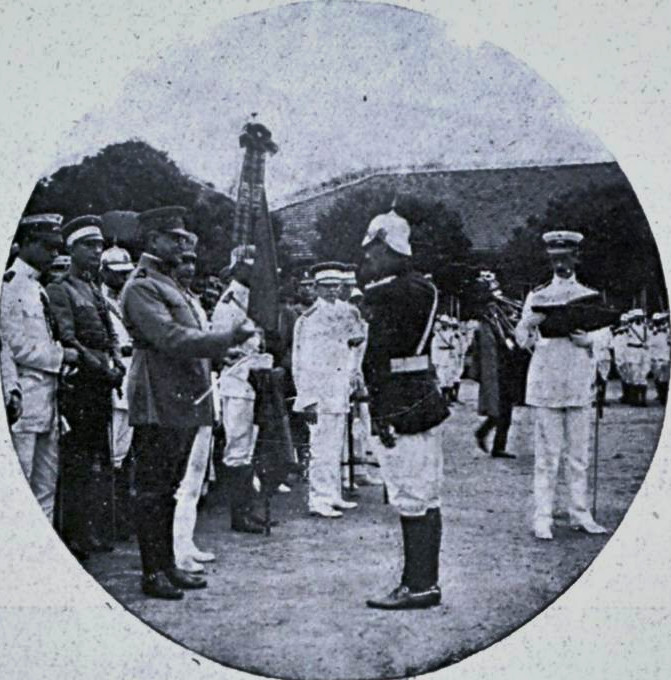
General Tasso Fragoso, chefe do EME (esq.), na conclusão de curso de 1925

O funcionamento da Escola foi legislado em uma série de regulamentos. O original, de 1913, foi modificado em 1914. Os dois regulamentos seguintes, em 1918 e 1919, eram parecidos um com o outro. Seguiram-se regulamentos em 1924, 1929 e 1934, mas este último foi suspenso no ano seguinte. A situação ficou ambígua, com o comandante aplicando os regulamentos de 1929 e 1934, até um novo decreto em 1940. O último regulamento a ser aplicado foi o de 1942. As diretrizes para o conteúdo e qualidade do ensino eram minuciosas, mas rotineiramente ignoradas pelos comandantes da Escola e professores.
A Escola era originalmente subordinada ao Ministério da Guerra, passando ao Estado-Maior do Exército em 1918, sob a influência dos jovens turcos, inspirados na organização alemã. A partir de então ela foi subordinada ao EME em assuntos didáticos, e ao ministro da Guerra nas áreas administrativa e disciplinar. Em 1940, a subordinação para ensino e disciplina passou à Inspetoria Geral de Ensino do Exército, com a administração permanecendo com o Ministério da Guerra através de sua Secretaria Geral. O que aparece na historiografia como a “Escola Militar do Realengo” e nas memórias também como a “Escola do Realengo” eram originalmente duas organizações, a “Escola Militar” e “Escola Prática do Exército”. A distinção era meramente funcional. O comando de ambas foi exercido pelo mesmo oficial, e os relatórios do ministro da Guerra de 1913 a 1917 referiam-se à “Escola Militar e Prática do Exército”. Após 1918, sobrou apenas o termo “Escola Militar”. O comando da Escola era exercido por um general; José Pessoa era exceção, assumindo como coronel em 1931, mas mesmo ele era um oficial prestigiado.
O corpo docente era formado de professores e instrutores, respectivamente responsáveis pelos conteúdos teóricos e práticos, além de adjuntos. Os alunos só passaram a ser chamados de cadetes após 1931. Eles eram organizados militarmente em uma ou mais companhias de alunos, que deram lugar após 1918 a um Corpo de Alunos (posteriormente Corpo de Cadetes), com subunidades das quatro Armas (companhias de infantaria, agrupadas num batalhão, companhia de engenharia, bateria de artilharia e esquadrão de cavalaria), comandadas pelos instrutores.
Os formandos recebiam o posto de aspirante a oficial e eram designados para concluir sua formação num corpo de tropa, sendo promovidos a segundo-tenente após um período mínimo de serviço. O ano de formação e a colocação entre os colegas de turma determinavam a “antiguidade” do oficial, que define sua prioridade na ordem de promoção e escolha das vagas no restante da carreira. Um centésimo de ponto de diferença na nota poderia significar a transferência a um grande centro ou a uma guarnição remota.
A única rota de entrada para o corpo regular de oficiais era a Escola Militar. A alternativa, criada em algumas cidades nos anos 20, eram os Centros de Preparação de Oficiais da Reserva (CPOR). A infantaria da Força Expedicionária Brasileira (1943–1945) tinha 266 oficiais subalternos formados no Realengo e 301 da reserva R2, formados nos CPOR. Após a Escola Militar, os oficiais podiam cursar escolas de especialização e aperfeiçoamento. Pela Lei do Ensino Militar de 1928, a Escola era apenas uma de doze escolas ou centros de instrução de oficiais. Desde 1919, a ideia era o Realengo ser apenas o primeiro degrau na educação militar, educando apenas o suficiente para o posto de capitão. O próximo degrau era a Escola de Aperfeiçoamento de Oficiais.

### Campus

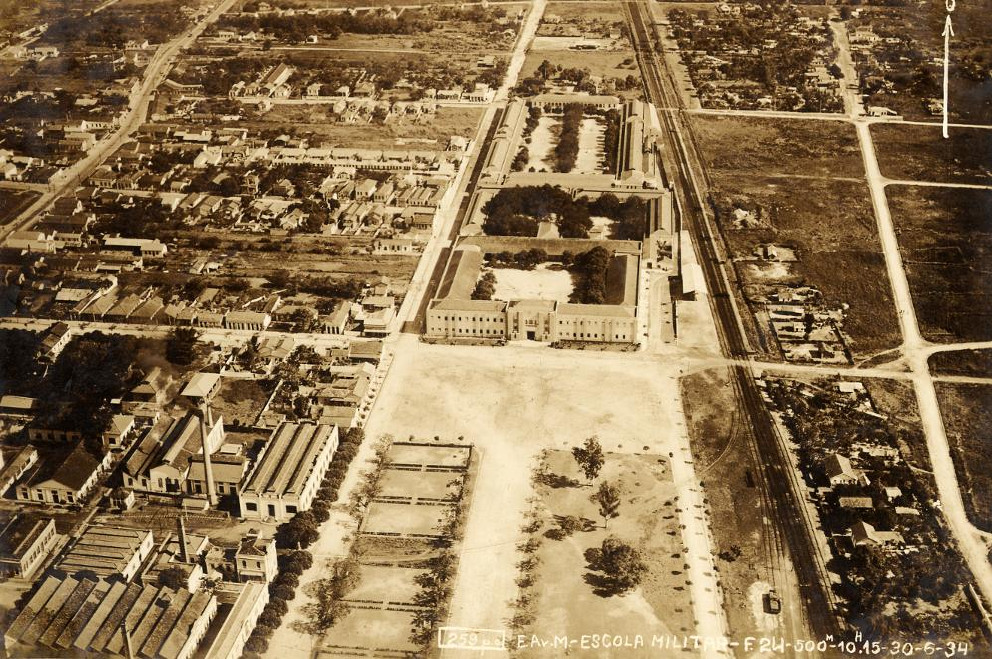
Vista aérea do prédio com três pátios

A Escola Militar aproveitou as instalações da extinta Escola Preparatória e de Tática do Realengo. Na década de 1910, a estrutura era pequena  e precária demais para receber todos os cursos. O prédio era quadrilátero, com um grande pátio ao meio, dois pavimentos na frente e um pavimento nos lados e fundos. O pátio era tomado por alojamentos, ainda assim insuficientes para a maioria dos alunos, e “as salas de aula espalhavam-se pelas ruas sem calçamento”, fora da sede. O quartel da companhia, enfermaria, farmácia, picadeiros e baias só tiveram a eletricidade finalizada em 1914. Os laboratórios para as aulas teórico-práticas ainda não estavam em condições de uso após dois anos de funcionamento. As obras realizadas nesse período foram pequenas.
Reformas maiores em 1919–1920 puseram fim à precariedade original. O prédio foi expandido, adquirindo o formato de um longo retângulo com três pátios, divididos por pavilhões. A fachada foi remodelada em estilo art nouveau e o primeiro pátio recebeu um segundo andar. No início dos anos 1930, ele era usado para as salas de aula, repartições administrativas e, ao fundo, a biblioteca e cinema; o segundo pátio tinha alojamentos, e o terceiro, alojamentos de um lado, o rancho e cassino do outro e o pavilhão da enfermaria ao fundo. Apesar das ampliações, as instalações permaneciam sóbrias e modestas e o conforto não era prioridade. Uma década depois, os dormitórios, enfermaria, cozinha e refeitórios já estavam degradados. Ainda não havia locais específicos para o lazer e cárcere, a água era pouca e as atividades físicas eram realizadas em terrenos encharcados.
Grandes recursos foram destinados a reformas completas em 1931, no comando de José Pessoa. Elas abrangeram, entre outras melhorias, uma estação ferroviária mais próxima, salão nobre, portão de serviço, mobiliário, decoração e salas de aula e alojamentos ampliados. O rancho, banheiros, biblioteca e cassino tornaram-se mais agradáveis, e os alunos passaram a ter um serviço bancário à disposição. O Campo de Marte em frente à Escola foi aproveitado para um novo departamento de educação física, e vizinho a ele, um departamento de equitação.
Até hoje, a estrutura urbana de Realengo preserva vestígios do planejamento militar. As Forças Armadas foram a principal força de desenvolvimento do bairro até os anos 1930, planejando aterros, canalização, drenagem, saneamento, iluminação, abertura de vias e instalações de saúde e educação. A formação de oficiais conferia grande prestígio à área e atraía investimentos e infraestrutura, pois alunos e funcionários impulsionavam os setores comercial e imobiliário. A região central recebeu a maior atenção dos governos, criando uma disparidade com a periferia, que permaneceu mais rural por mais tempo. Os habitantes de maior nível social viviam mais próximos da Escola Militar.

## Ensino

### Duração e cursos

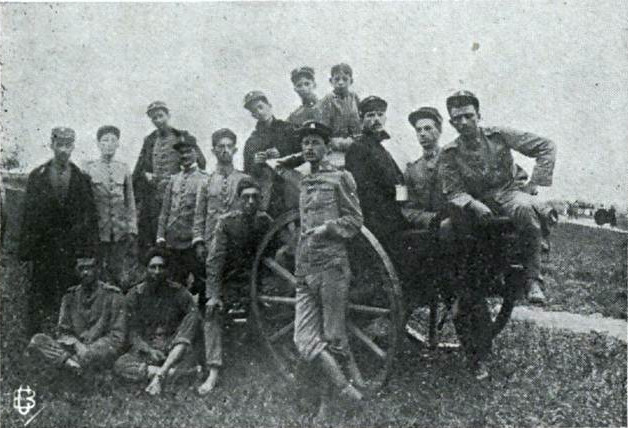
Alunos com uma peça de artilharia

Os cursos na Escola Militar do Realengo equivaliam ao curso superior. Sua duração era mais breve do que a de escolas anteriores, que equivaliam aos cursos médio e superior; em 1890–1904, a formação em Engenharia levava dez anos.
As Armas eram tratadas como linhas diferentes de estudo. Isso perdura até o presente, mas era inédito no ensino militar brasileiro. Até então, elas eram tratadas como níveis diferentes de estudo e os alunos aprendiam conteúdos que não aplicariam em serviço nas suas Armas. Pelo primeiro regulamento, todos os alunos faziam um Curso Fundamental de dois anos e depois escolhiam um Curso Específico de uma das quatro Armas. Os cursos de Infantaria e Cavalaria duravam um ano, e os de Artilharia e Engenharia, mais complexos, duravam dois. Havia assim uma distinção entre os “cursos científicos” (Artilharia e Engenharia) e os “cursos de alfafa” (Infantaria e Cavalaria). Até 1918, os alunos passavam ainda por um ano na Escola Prática após o Curso Específico. Em 1919 a duração dos cursos de Engenharia e Artilharia foi reduzida a um ano, equiparando as Armas, o que perdura até hoje.
No currículo de três anos de 1929, matérias gerais para todas as armas e específicas misturavam-se no segundo ano. Os candidatos à nova Arma da Aviação aprendiam apenas parte do Ensino Fundamental e ensino militar geral no Realengo, concluindo seus estudos na Escola de Aviação Militar, no Campo dos Afonsos. O curso foi expandido a quatro anos em 1934, mas no ano seguinte a duração já retornou aos três anos, por determinação do ministro da Guerra. Uma nova expansão e reversão ocorreram respectivamente em 1940 e 1942. O motivo apresentado para a redução era o déficit de tenentes em serviço.

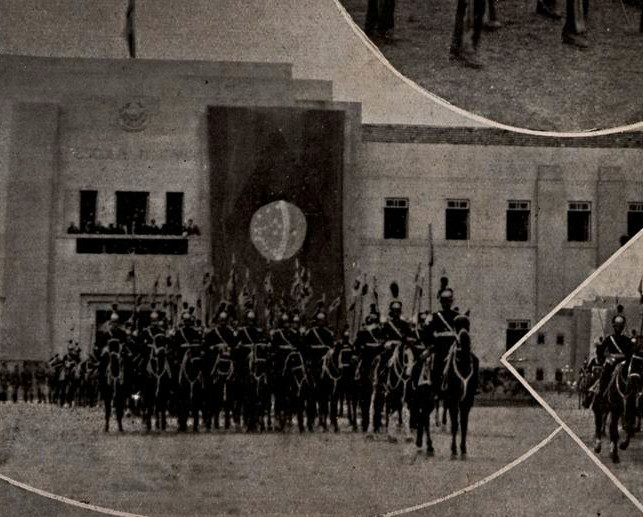
Parada da cavalaria

Os alunos podiam escolher o Curso Específico de acordo com suas notas. As mais disputadas eram, em ordem decrescente, a Engenharia, Artilharia, Cavalaria e Infantaria. As duas primeiras exigiam um sólido domínio do cálculo. A Cavalaria era preferida pelos oficias gaúchos, acostumados à montaria nos Pampas, e a maioria das unidades dessa Arma estava no Rio Grande do Sul. As Armas viviam em igualdade formal, mas competiam no plano simbólico e cultivavam “espíritos” distintos. A Engenharia, valorizada no início do século, adquiriu certo desdém das outras Armas por ser a “mais paisana”, enquanto a Artilharia era tida como uma elite, por combinar os aspectos científico e militar. A Infantaria era desdenhada como a “sobra” dos alunos menos gabaritados, mas podia orgulhar-se de enfrentar o inimigo no corpo-a-corpo, além de ser a mais voltada a comandar homens. Os alunos que optavam pela Aviação estudavam fora do Realengo e perdiam o contato com o Exército, desenvolvendo uma cultura própria.

### Currículo

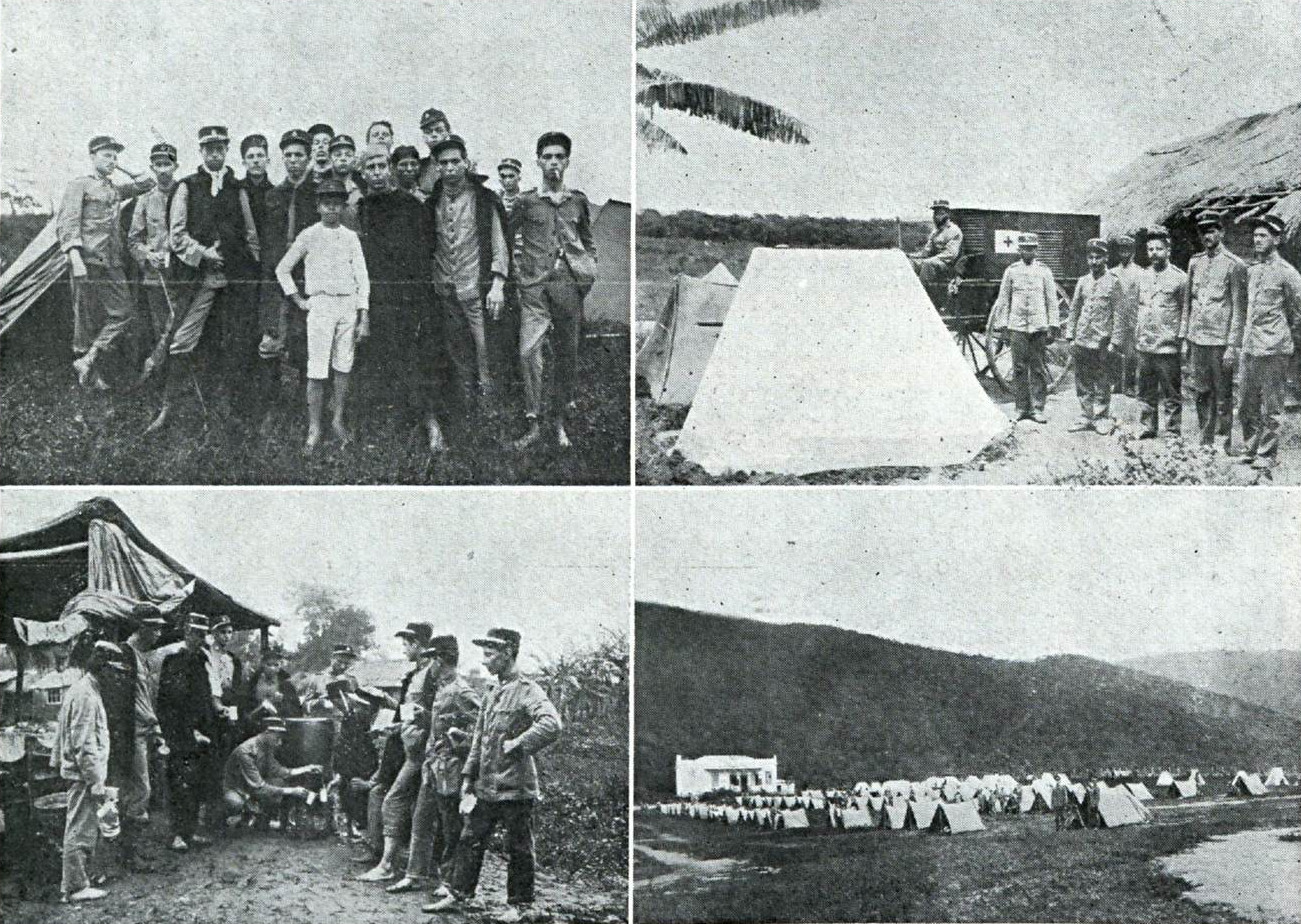
Ensino prático: alunos acampados durante manobras em campo em 1914

Os regulamentos da década de 1910 enfatizavam a integração dos conteúdos às suas aplicações práticas no trabalho dos oficiais. O regulamento de 1913–1914 condenava os “excessos de teoria”, “divagações inúteis” e “generalizações prematuras”. Todo o conteúdo seria prático ou teórico-prático. O ensino prático e o esforço físico eram considerados divisores de águas para com o bacharelismo da Praia Vermelha.
As matérias eram agrupadas em sete grupos, nem sempre com afinidades: 1) Matemática e suas Aplicações; 2) Direito, Organização e Tática; 3) Física, Química e Aplicações; 4) Fortificação e Artilharia; 5) Serviços de Artilharia e Engenharia; 6) Armas Combatentes, Esgrima e Tiro; 7) Línguas Estrangeiras. Para evitar distorções no programa, o controle sobre os professores foi reforçado. Os currículos de Infantaria e Cavalaria, mais próximos do combate, buscavam a formação rápida de comandantes e instrutores de tropas, enquanto os de Artilharia e Engenharia tinham caráter técnico e compartilhavam algumas matérias.
Nos regulamentos de 1918 e 1919, os grupos deram lugar às cadeiras (18 em 1918 e 13 em 1919), com matérias mais específicas e de maior afinidade. A valorização do conteúdo utilitário sobre as matérias “bacharelescas” chegou a seu auge; os assuntos profissionais chegaram a ocupar 70% do currículo. Um coeficiente de avaliação, atribuindo pesos diferentes às notas nas matérias, foi adotado para as promoções dos aspirantes a segundo-tenentes. As matérias mais práticas tinham peso maior a partir de 1919, e as qualidades morais, critério avaliado pelos instrutores e auxiliares, tinham o peso mais alto. O importante para o oficial, especialmente de infantaria, era saber comandar. Os conteúdos não seriam exaustivos: o formando deveria ser um oficial de tropa (troupier), com conhecimentos suficientes para chefiar um pelotão e no máximo ascender ao posto de capitão. A formação mais avançada prosseguiria na EsAO e outras escolas.
Os regulamentos de 1924 e 1929 equilibraram a base científica geral com a formação técnica militar, retomando o ensino teórico. Retornaram disciplinas como Geometria Analítica e Física Experimental e surgiram novas como Missão do Exército e Missão do Oficial. Como funcionários da burocracia estatal, os oficiais deveriam ter fundamentação intelectual maior e conhecimento do âmbito civil. Ainda assim, permaneciam a tendência de especialização e a ênfase na aplicação concreta dos conteúdos. Além do ensino nas salas de aula, conferências, campos de instrução e de tiro, os alunos deveriam visitar instalações militares e assistir a exercícios. A hierarquização das cadeiras e a quantificação das qualidades morais perderam importância para um novo sistema de exames finais. Nessa época o ensino teórico deixava a desejar, e o general Tasso Fragoso, chefe do EME de 1922 a 1929, descreveu uma “crise de professores”. Por outro lado, os instrutores incluíam oficiais enérgicos e ambiciosos, vários dos quais depois chegariam ao generalato.
| Curso Fundamental de 1929 | Curso Fundamental de 1929 | Curso Fundamental de 1929 |
| Ensino Fundamental | Ensino Militar Teórico | Ensino Militar Prático |
| --- | --- | --- |
| - Geometria Analítica. - Cálculo Diferencial e Integral. - Física Experimental. - Noções de Meteorologia. - Geometria Descritiva, Perspectiva e Sombra; desenho correspondente. | - Estudo da missão do Exército e da missão social do oficial. - Organização do Exército brasileiro. - Estudo do regulamento de instrução física precedida das noções de anatomia e fisiologia necessárias a sua execução racional. - Estudo do armamento portátil regulamentar e dos seus meios de conservação. Princípios que presidem a sua organização; - Estudo dos regulamentos de exercícios e combate da infantaria, de tiro das armas portáteis, de serviço em campanha, de transmissões, e de organização do terreno, na parte necessária ao ensino prático correspondente. - Estudo do regulamento para os serviços gerais nos corpos de tropa, inclusive a parte disciplinar. - Noções elementares de topografia. Estudo do terreno, sua morfologia e modo de representá-lo nas cartas. | - Instrução física militar. - Escola do soldado, do grupo e do pelotão. - Adestramento para o combate do grupo e do pelotão. - Instrução técnica do tiro e instrução individual do atirador para o combate (fuzil, fuzil-metralhador e granada). - Instrução do soldado e do grupo e do pelotão nas diversas situações de serviço em campanha (esclarecedor, sentinela, patrulha, pequeno posto). - Construção dos tipos fundamentais dos elementos constitutivos da organização do terreno; - Instrução do estafeta, do mensageiro, do sinaleiro e do telefonista, e organização do posto de comando da companhia. - Exercícios de orientação, de identificação do terreno e de execução de levantamentos simples. - Socorros médicos de urgência. |

| Curso de Engenharia de 1929 - 1º ano                                                                                                | Curso de Engenharia de 1929 - 1º ano | Curso de Engenharia de 1929 - 1º ano |
| Ensino Fundamental | Ensino Militar Teórico | Ensino Militar Prático |
| --- | --- | --- |
| - Mecânica Racional. - Química. - Topografia e Desenho Topográfico. - Noções de Direito. Legislação Militar. Administração Militar. | - Noções de higiene e profilaxia indispensáveis à saúde e à conservação do bom estado sanitário das habitações militares, em tempo de paz e de guerra. - Estudo da metralhadora e dos petrechos de acompanhamento da infantaria e dos carros de combate. - Continuação do estudo dos regulamentos, a saber: instrução física, exercícios e combate de infantaria e seus anexos, tiro das armas portáteis, metralhadoras, serviço em campanha, organização do terreno, transmissões e serviços gerais nos corpos de tropa. | - Instrução física militar. - Instrução correspondente a 1ª parte do regulamento de infantaria até o batalhão. - Revisão dos exercícios de adestramento para o combate do grupo e do pelotão, adestramento para o combate das seções de metralhadoras leves e pesadas, do canhão 37 e do morteiro de acompanhamento. - Emprego do pelotão e da companhia no combate. - Aperfeiçoamento de instrução técnica do tiro (fuzil, fuzil-metralhador, granada e metralhadora). - Exercícios de serviço em campanha; marchas e estacionamento. - Revisão da instrução dos agentes de transmissão; instrução dos radiotelegrafistas. - Organização do posto de comando de um batalhão. - Combinação dos elementos da organização do terreno; trincheiras, espaldões, sapas. - Exercícios práticos de topografia; esboços planimétricos e panorâmicos; - Exercícios de redação de ordens, partes e relatórios, concernentes a assuntos tratados na prática. - Esgrima. - Equitação. |

| Curso de Engenharia de 1929 - 2º ano | Curso de Engenharia de 1929 - 2º ano |
| Ensino Militar Teórico | Ensino Militar Teórico-Prático |
| --- | --- |
| - Balística. - Noções sobre a organização e a tática das diferentes armas (infantaria, cavalaria, artilharia, aviação) e emprego das unidades de engenharia. - Tática de infantaria. - Noções de fortificação permanente (terrestre e de costa). Síntese histórica da fortificação. - Noções sobre as aplicações gerais da física, da química e da mecânica à técnica militar. - História militar. | - Revisão e desenvolvimento da instrução anterior da arma. - Exercícios táticos na carta e no terreno. - Instrução física militar. - Noções gerais sobre administração nos corpos de tropa; - Administração detalhada da companhia. - Esgrima. - Equitação. |

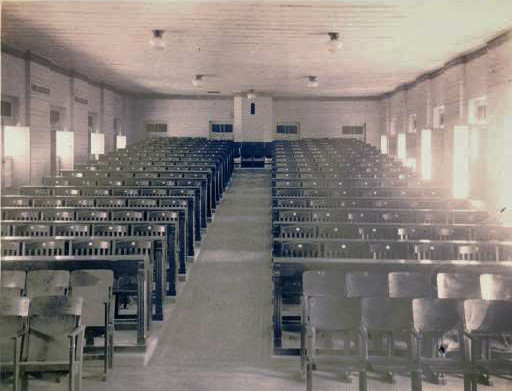
Sala de aula em 1937

A educação física recebeu atenção especial na gestão de José Pessoa, após 1930. O regulamento de 1934 pretendeu transmitir a cultura geral aos cadetes, especialmente com a introdução da Sociologia e Economia política no currículo. Seguindo o conceito do professor Severino Sombra, a função da Sociologia seria a homogeneização ideológica dos cadetes, blindando-os contra o comunismo. Entretanto, a disciplina só chegou a ser lecionada por alguns meses em 1935. O currículo de quatro anos de 1940 permitiu o retorno da Sociologia e Geografia Militar e o reforço da Administração, Legislação Militar, Física e Química. Sob influência do conceito americano da “escola ativa”, “não poderia haver lições improvisadas, discursos muito eloqüentes, nem distâncias quase intransponíveis entre o aluno e o professor”. Os alunos teriam maior participação, e os conteúdos teriam maior complementaridade. O regulamento de 1942, embora parecido, voltou à carga de três anos.

## Corpo discente

### Seleção e origem socioeconômica

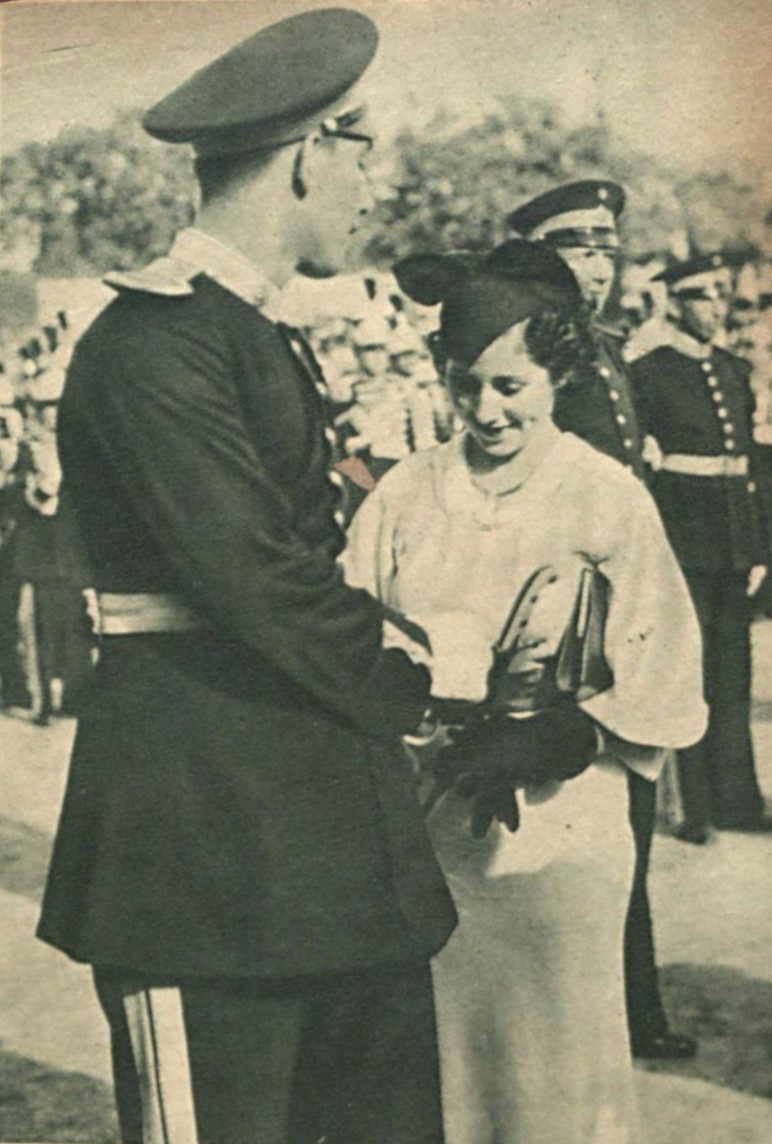
Um cadete recebe seu espadim de uma mulher que assistia à cerimônia

O corpo discente era inicialmente formado de praças, egressos dos Colégios Militares e, até 1919, oficiais. Os Colégios Militares eram internatos para as famílias de militares e alguns civis. O regulamento de 1916 distinguiu entre as vagas reservadas aos egressos dos Colégios Militares, praças e civis. Até 1924, havia exigências de tempo de serviço mínimo em um corpo de tropa para os candidatos. Um Curso Preparatório de três anos foi instituído em 1924 para jovens de 15 a 19 anos, mas já não existia na década seguinte. Escolas Preparatórias de Cadetes (EPCs), consideradas filtros dos melhores cadetes, foram criadas em Porto Alegre e São Paulo em 1939 e 1940. A partir de 1924, exigiu-se um certificado de honorabilidade assinado por autoridade civil ou militar.
A faixa etária e a origem social do corpo discente, afora os oficiais alunos presentes nos primeiros anos, tinham homogeneidade. A entrada no oficialato do Exército era, durante a Primeira República, meio de formação intelectual e ascensão social para famílias de condição econômica modesta, especialmente da classe média urbana. Alguns dos jovens eram de famílias tradicionais militares, mas era notável a ausência da elite civil. Ainda assim, a seleção para a Escola exigia influência política, e os prerrequisitos educacionais mantinham uma maioria branca no corpo de oficiais. Desde o século anterior, muitos jovens sem vocação para a carreira das armas, interessados apenas na ascensão social, tornavam-se oficiais. Ainda nos anos 30, Góis Monteiro reclamou que a Escola atraía alunos pobres sem motivação moral para a carreira.
O regulamento de 1934 pretendeu alargar a base social dos candidatos, tornando-a menos endógena e atraindo os melhores elementos civis; até então, os egressos dos Colégios Militares ocupavam quase todas as vagas. Metade das vagas foram reservadas para o concurso aberto aos civis. Exigia-se dos candidatos um “conceito” de idoneidade moral e capacidade intelectual do chefe de sua escola anterior e a passagem por uma inspeção médica eliminatória. A ideia do comandante José Pessoa era “aprimorar qualidades, e não corrigir defeitos”; entretanto, ele não praticou ou diretamente influenciou a discriminação.
Em meados da década, oficiais mais conservadores pretenderam isolar o Exército da contaminação por conflitos externos. Suas medidas mais explícitas nesse sentido foram no recrutamento de oficiais. A elite militar deveria corresponder à elite social. Uma política discriminatória foi aplicada no acesso à Escola a partir de 1938, quando o general Dutra era ministro da Guerra, como política de Estado, regulada nos bastidores por instruções, ofícios e circulares secretas, além de decretos-lei.
A Nota Secreta de 22 de janeiro de 1941, de Dutra ao comandante da Escola, é exemplo explícito. Ele estabelece como critérios de aceitação dos candidatos: “ser brasileiro nato e filho legítimo de brasileiros também natos; pertencer à família organizada e de bom conceito; ser física e mentalmente sadio; não ser de cor; não ser – nem seus pais – judeu, maometano ou ateu confesso.” Os antecedentes dos candidatos e suas famílias eram levados em conta pelo comandante da Escola e a comissão de oficiais que analisava os processos individuais. Os candidatos forneciam muitas informações, e itens como o sobrenome e a fotografia eram levados em conta na sua exclusão. Casos especiais eram enviados ao gabinete do Ministério da Guerra. As EPCs adotaram os mesmos critérios discriminatórios. Exércitos de países vizinhos, como o argentino e boliviano, também tinham suas formas de discriminação.
O racismo e antissemitismo dos critérios eram de natureza política e cultural. Para Dutra, o judeu não era apto a ser oficial por ser raça desradicada da terra, e o negro, pois não cabia ao Exército mudar as convenções sociais. Quanto aos estrangeiros, o Estado Novo era nacionalista e culpava-os por competir com os trabalhadores brasileiros e introduzir o comunismo no país. Houve flexibilidade para os filhos de portugueses, espanhóis e italianos. Na religião, a proposta do Estado Novo de tornar a nação uma comunidade moral e consenso coletivo aproximavam-no da Igreja Católica. O padrão social pretendido excluía filhos ilegítimos, de pais separados e de mães solteiras, além de pais menos abastados. A proporção de inaptos chegou a quase 40% dos candidatos em 1942, mas ainda assim abriam-se exceções devido a paliativos como ser filho de um oficial. Os critérios foram amenizados, mas não desapareceram, após o fim do Estado Novo e a Constituição de 1946.
Em 1938–1942, cerca de 70% dos pais de candidatos eram das classes média e alta — profissionais liberais, funcionários públicos (civis e militares) e proprietários. Os civis eram maioria. 2 000 a 2 200 candidatos concorriam anualmente por cerca de 400 vagas. Nas classes de 1941–1943, 19,8% dos alunos tinham origem na classe alta tradicional, 76,4% na classe média, 1,5% na classe baixa qualificada e 2,3% na classe baixa não-qualificada, conforme análise do cientista político Alfred Stepan. Essa análise tem superficialidades, incluindo na classe média funcionários públicos e militares sem especificar seus postos. 21,2% dos cadetes eram filhos de militares. Em 1939, 61,6% dos cadetes vinham de escolas de Ensino Médio civis, e 38,4% dos Colégios Militares. Nas décadas seguintes a participação da classe alta retraiu, a da classe baixa qualificada cresceu e o recrutamento tornou-se mais endógeno, com maior participação de filhos de militares.

### Disciplina

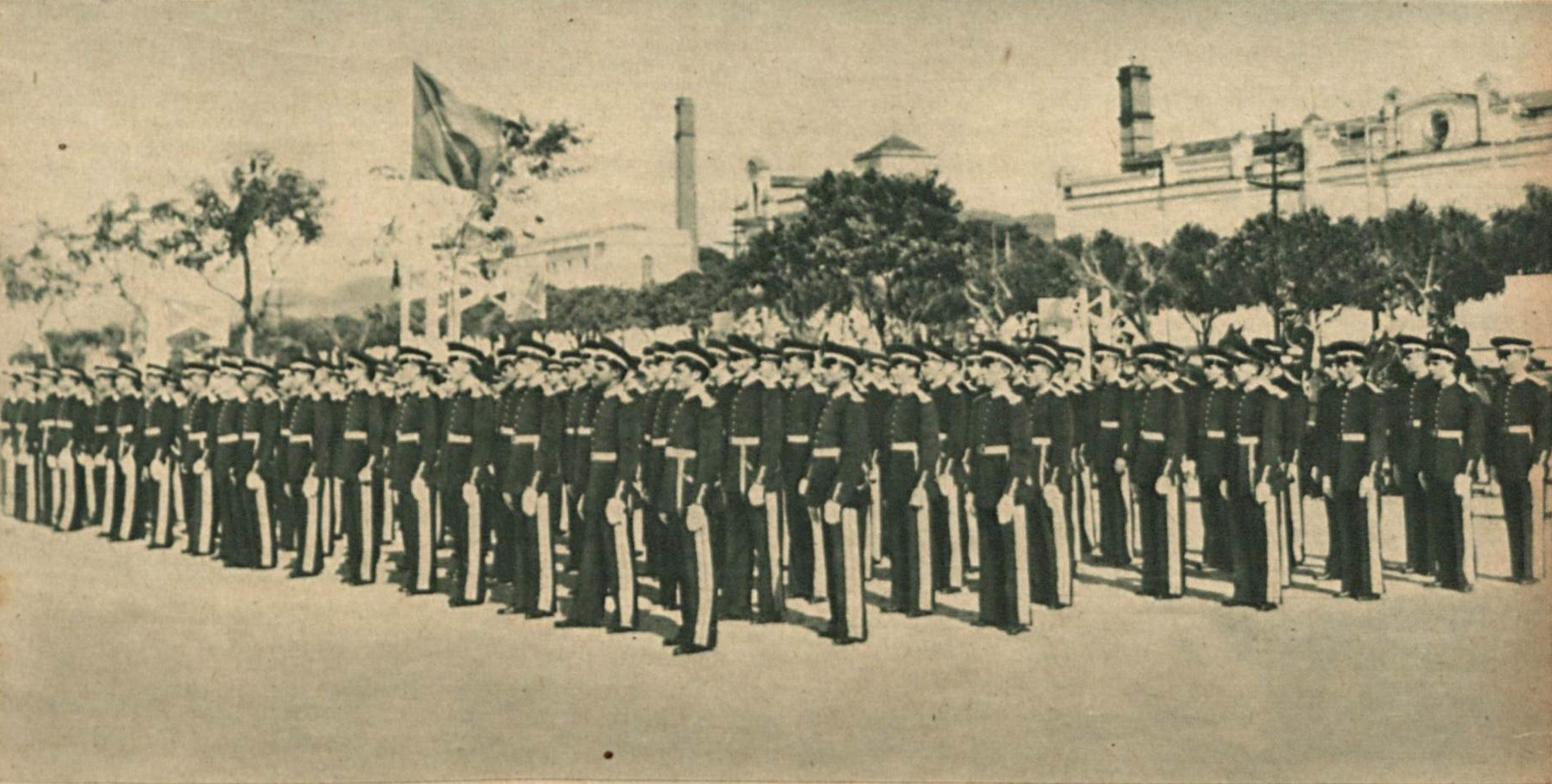
Formatura dos cadetes

As faltas disciplinares previstas nos regulamentos iam de atrasos corriqueiros a casos mais graves como brigas na cidade ou no bonde, confronto à autoridade de um instrutor ou ausência da Escola durante uma punição. As penas eram repreensões (em privado ou em boletim), impedimentos e detenções (proibindo o aluno de deixar os alojamentos ou a área interna da Escola), para os casos mais brandos, prisões (na Escola ou num corpo de tropa) e a exclusão. Os alunos detidos ou presos ainda tinham obrigação de assistir aos trabalhos diários. A exclusão por motivos disciplinares era rara.
José Machado Lopes, aluno de 1918, recordava-se de um ambiente anárquico nos anos iniciais: a Escola era “um educandário no qual não podia entrar família. O ideal do aluno era ser machão, com revólver na cintura e facão no colete.” “Os alunos andavam nus e saíam assim da escola para ir comprar o jornal na Estação.” “Quando os alunos passavam por Bangu as pessoas trancavam as portas, pois caso contrário os alunos invadiam tudo.” João Punaro Bley, recordando-se do mesmo ano, descreveu os jovens como “praticamente entregues aos seus próprios impulsos”. Isso mudou em 1919–1922, quando o comandante Monteiro de Barros e os instrutores da Missão Indígena impuseram uma disciplina rígida, lembrada como excessiva por parte dos alunos. As prisões tornaram-se as penas mais comuns e o índice de punições, conhecidas na época pelo verbo “torrar”, aumentou muito.
O Regulamento do Corpo de Cadetes, de 1931, reformulou as punições. Para José Pessoa, o maior controle sobre o cadete deveria ser sua própria consciência, e a prisão fora da Escola era danosa, pois misturava jovens inexperientes com quem não deviam ter contato (soldados indisciplinados). Dessa forma, durante seu comando o índice de punições diminuiu e as poucas prisões foram para atentados à reputação da Escola ou à dignidade pessoal. Para transgressões mais leves (“faltar à revista do recolher, má apresentação do uniforme, falta de asseio corporal e de higiene dos alojamentos, perda de documentação, atrasos ao rancho ou às atividades de instrução e deixar de prestar a continência a superiores”), aplicava-se a detenção e o licenciamento sustado, nova punição na qual o cadete não poderia sair nos dias ou horários de licenciamento; em ambas, ele ainda circulava dentro da Escola. Entretanto, o esforço para coibir a cola nas provas escritas não teve sucesso. O próprio José Pessoa terminou seu comando em 1934 com uma greve estudantil, e por um ano os dois generais que o sucederam não conseguiram manter o controle. Somente o coronel Mascarenhas de Moraes, que assumiu em 1935, conseguiu impor a disciplina novamente.

### Vida dos alunos

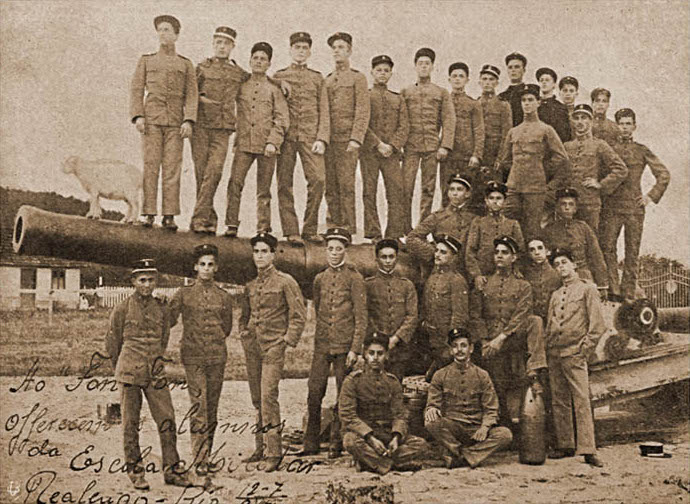
Alunos em 1913

A carreira de oficial tinha a reputação de difícil entrada. Muitos dos candidatos que passavam pela seleção inicial eram desligados pelo exame eliminatório do final do 1° semestre, o infame “carro de fogo”.  À medida que os novatos, os “bichos”, eram integrados à vida escolar, eram submetidos a trotes pelos veteranos. O trote, muitas vezes com violência corporal, era proibido, mas ainda assim ocorria. Ele impunha sobre o “bicho” a hierarquia e era forma de socialização.
A pesada rotina do serviço de guarda, estudos, punições e saudades da família “desmantelava” a individualidade do aluno, criando uma nova identidade, que se considerava superior aos “paisanos”. Ritos de passagem como os trotes, exames, escolha de Arma, exercícios no campo e a formatura criavam um sentimento de pertencimento ao Exército e à turma, originando a “geração do Realengo”. Os alunos viviam em intensa competição, mas havia um sentimento de camaradagem. As noções de honra, virilidade e romantismo reproduzidas em toda a carreira começavam a ser assimilados na Escola Militar. A abnegação passou a ser considerada quesito para a carreira militar.
O tempo, as atividades diárias e a permissão para sair aos finais de semana estavam todos sob a autoridade do comandante da Escola. Juarez Távora, que estudou sob o regulamento de 1913–14, assim descreveu a rotina:

Acordávamos às 4,30 para lavar o rosto ou tomar banho e vestir-nos. Por volta das 5,30 tocava o ‘rancho’ para o café. E normalmente devíamos estar formados as 6, para a instrução no campo. Às 9, almoçávamos, e após pequena pausa, começavam, às 10 horas, as aulas teóricas. Às 15, jantávamos. A partir das 16 podíamos deixar o recinto da escola e dar um passeio pelo Realengo. Às 18 horas tocava o ‘rancho’ para a ceia. Depois da ceia tínhamos estudos em sala, que se prolongava até às 21, quando tocava ‘revista’. A esse toque os alunos formavam nos respectivos alojamentos, para conferência, pelo oficial de dia, dos cadetes presentes. Finalmente, às 22 horas, tocava ‘silêncio’.

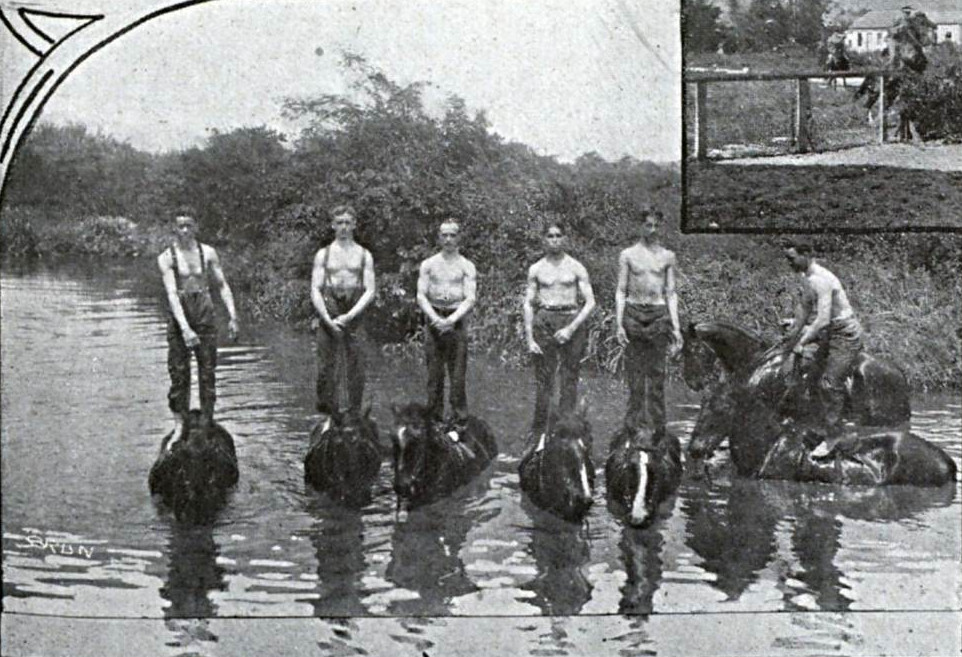
Aulas de equitação em 1914

A Missão Indígena usou a disciplina rígida e os trabalhos físicos pesados para absorver a energia dos jovens. Nas palavras de João Punaro Bley, “quatro horas de instrução ao sol e areias quentes de Gericinó aos rigores de exercícios viris e diversificados “quebravam” qualquer um”. O quadro de horários mudou pouco, mas o rigor dos exercícios físicos tornou-se conhecido até fora da Escola. A infame “rampa da morte”, na qual o aluno, carregando todo o equipamento, deveria escalar um obstáculo íngreme, saltar sobre um fosso profundo e rastejar sob arame farpado, deixou Humberto Castelo Branco ferido por duas semanas.
A organização do Corpo de Alunos, em 1918, aumentou o enquadramento militar da vida dos alunos. Ao contrário dos cadetes americanos, os alunos brasileiros não tinham a oportunidade de comandar as subunidades. Para o Exército, os alunos precisavam obedecer antes de comandar. Os instrutores ficavam em contato próximo e diário com os alunos. Outro aspecto do enquadramento militar era a vida em internato, para o qual a Escola foi concebida desde o início. Porém, originalmente a maioria dos alunos moravam em repúblicas. O internamento só se tornou integral em 1930. Detalhes inéditos da vida dos cadetes foram abordados em 1932 pelo Regulamento Interno do Corpo de Cadetes. Seu tempo e espaço estavam rigorosamente controlados, aproximando a Escola do conceito da “instituição total”.

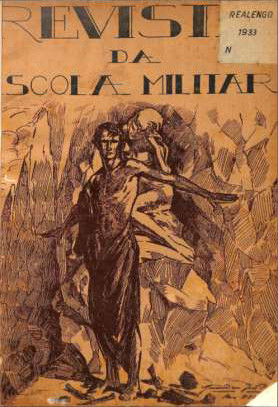
Revista da Escola Militar de 1933

Os laços de associativismo entre os alunos eram fortes e eles tinham uma Sociedade Acadêmica Militar (SAM). Nas décadas iniciais (1910 e 1920), pela ausência de instalações de recreação, a forma de “matar o tempo” era caminhar pelas ruas do Realengo. Escapadelas noturnas eram realizadas para discutir política, roubar galinhas, pois as refeições eram austeras, e visitar as prostitutas da redondeza, pois a Escola era um ambiente masculino exclusivo.
Uma dúzia de alunos fundaram uma Conferência Vicentina em 1917, por influência do pároco do Realengo. Um deles, Juarez Távora, relata um ambiente hostil à religião até a demonstração de altruísmo dos vicentinos durante a gripe espanhola em 1918. O movimento católico na Escola cresceu muito mais na década seguinte.
No anos 30 o comandante José Pessoa procurou aumentar a projeção social dos cadetes. Ele desestimulou sua participação nos festejos suburbanos do Méier e Bangu, proibiu sua permanência nos botequins e bilhares, “onde se reúnem elementos de todas as classes, para que assim se evite uma promiscuidade que em nada lhe abona”, e convenceu os clubes de maior projeção (Tijuca e Fluminense) a convidar cadetes a seus bailes. As reformas físicas tornaram a Escola mais confortável. Depoimentos de antigos cadetes nos anos 1980 recordam-se de um status social dos cadetes do Realengo muito mais alto do que os cadetes da AMAN décadas depois; ao final dos anos 30 e início dos 40, os cadetes tinham prestígio para os clubes, festas e namoros. Isso acompanhava sua origem social mais alta nessa época.
As manifestações culturais concentravam-se na SAM, que editava a Revista da Escola Militar (atual Revista Agulhas Negras), de tiragem anual. A partir de 1933 ela tornou-se mais literária. Cadetes mais intelectualizados publicaram contos, poesias e temas filosóficos. Os mais politizados acompanhavam temas econômicos e sociais  em A Defesa Nacional. A maioria dos alunos encontravam pouco tempo para a leitura. Os cadetes apareceram na mídia nos anos 1930 e 1940, especialmente nos curtas-metragens do Cine Jornal Brasileiro, produzido pelo Departamento de Imprensa e Propaganda. Na década de 1930, começou uma competição desportiva anual contra os aspirantes da Escola Naval.

## Símbolos e rituais

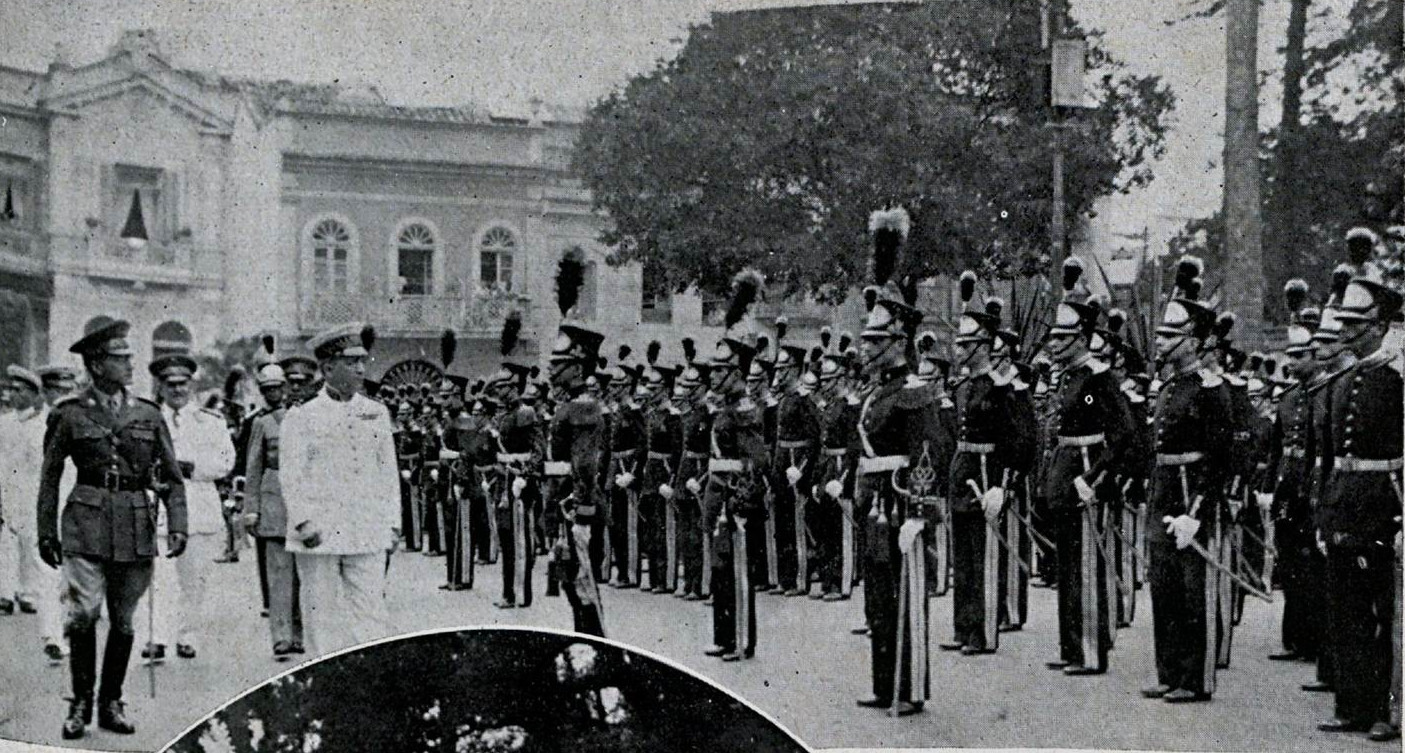
Cadetes com uniformes de gala e espadins durante homenagem ao Duque de Caxias em 1935

O costume francês de batizar as turmas com os nomes de um chefe militar (patrono) ou batalha famosa foi adotado pela primeira vez pelos formandos de 1925. Eles chamaram-se de “Turma Caxias” em homenagem ao Duque de Caxias, cuja veneração era promovida pelas autoridades militares como símbolo da unidade interna do Exército. Nessa época os alunos vestiam uma farda cáqui com perneiras de couro, identificados por uma insígnia de latão, representando um castelo, usada no colarinho alto. Considerando esses uniformes pouco diferentes dos soldados comuns, José Pessoa aprovou uma nova indumentária em 1931. Os uniformes de gala, nas cores azul-ferrete e branco, eram inspirados em unidades de todas as Armas da época imperial. Eles eram chamativos, embora alguns militares, como Nelson Werneck Sodré, preferissem a sobriedade dos uniformes originais.
Os uniformes históricos, brasão, espadim, o Corpo de Cadetes e o estandarte, desenvolvidos nessa época, são um caso bem-sucedido de “invenção de tradições”, que permanecem em uso na AMAN. Sua referência, personificada pelo Duque de Caxias, era o meio do período imperial, longe da turbulência política, representando a estabilidade e atemporalidade pretendidas para a própria instituição militar. As tradições demarcavam o status de elite dos cadetes e ligavam-nos afetivamente à Escola. Uma das primeiras mudanças foi a recuperação do nome “cadete” para designar o aluno. Esse título era originalmente usado para os alunos de origem nobre e havia sido abolido em 1897, para afastar a memória do Império, mas retornou justamente por sua conotação aristocrática. Os espadins, réplicas da espada do Duque de Caxias, passaram a ser entregues aos cadetes durante o curso e devolvidos pouco antes da formatura. O brasão de armas deixou ao fundo do castelo o pico das Agulhas Negras, considerado símbolo da unidade nacional. O brasão foi incluído sobre um fundo azul turquesa no estandarte, que é simples e fácil de diferenciar da bandeira nacional e das outras unidades militares.

## Envolvimento político

### Ambiente ideológico na formação
Os currículos na Escola Militar foram desde o início profissionais e apolíticos, e a própria localização foi pensada para despolitizar os alunos. Contrariando a ideologia de “soldado-cidadão” politicamente ativo da Praia Vermelha, o aluno no Realengo deveria ser um “soldado-profissional”, fiel à hierarquia, com sua individualidade diluída dentro da instituição. Em 1925, um relatório do EME definiu a instrução como a solução para disciplinar o oficialato, evitando novas revoltas. A referência era a imagem francesa do Exército como o “grande mudo” apolítico. Apenas os generais deveriam se envolver na política.
Os jovens oficiais alcançaram um novo patamar de profissionalismo e conhecimento tático. Cordeiro de Farias definiu sua geração formada em 1919 como a primeira do Exército a receber uma formação verdadeiramente militar. Isso não se traduziu na ausência de contestação política, pois esses mesmos conhecimentos militares foram aproveitados contra o governo durante as revoltas tenentistas. Contrariamente ao que pretendia o establishment militar, a Escola Militar formou oficiais altamente politizados, dispostos a sacrificar suas vidas pessoais e profissionais e a coesão do Exército em prol de seus próprios ideais.
A tradição de intervencionismo político da jovem oficialidade, que via o Exército como guardião da República, continuou viva no Realengo, onde o positivismo, florianismo e o legado de Benjamin Constant ainda tinham ecos. Essa tradição foi exacerbada pelas reformas à medida que a distinção entre militares e paisanos foi reforçada. Os novos oficiais entendiam-se moralmente superiores e mais interessados no bem do Brasil do que os civis, especialmente os políticos oligárquicos da Primeira República. A importância do mérito individual (os resultados escolares) na carreira era contrastada com o clientelismo da sociedade civil. O ambiente na Escola era politizado e o sentimento de repulsa ao sistema político era frequente entre os jovens oficiais, embora eles não tivessem ideologia ou programa político em comum.

### Participação em movimentos
A hostilidade entre a jovem oficialidade e o presidente Epitácio Pessoa, em 1922, estendeu-se aos instrutores e alunos no Realengo. Eles aderiram à conspiração para destituir o presidente e empossar Hermes da Fonseca, com o plano de se juntar à também rebelada 1ª Divisão de Infantaria, na Vila Militar, e seguir até o Palácio do Catete, onde estava o presidente. Na noite de 4 para 5 de julho quase todos os alunos e oficiais concordaram em participar da revolução. Liderados pelo coronel Xavier de Brito, diretor da Escola de Cartuchos do Realengo, prenderam o coronel Monteiro de Barros, diretor da Escola, e seguiram à Vila Militar no dia 5. Para sua surpresa, a Vila Militar estava leal ao governo. Após quatro horas de combate, nas quais morreu um aluno, os revolucionários cessaram a resistência. No restante da cidade, a revolta durou até o dia seguinte no Forte de Copacabana. Como resultado da revolta, a Missão Indígena chegou ao fim e mesmo o coronel Monteiro de Barros, leal ao governo, perdeu o comando por sua atitude de tentar fugir à Vila Militar. 584 alunos foram desligados, restando apenas 40. Em 1923, a Escola tinha um aspecto vazio e estava em clima de reconstrução. No Exército como um todo, estava inaugurado o tenentismo.

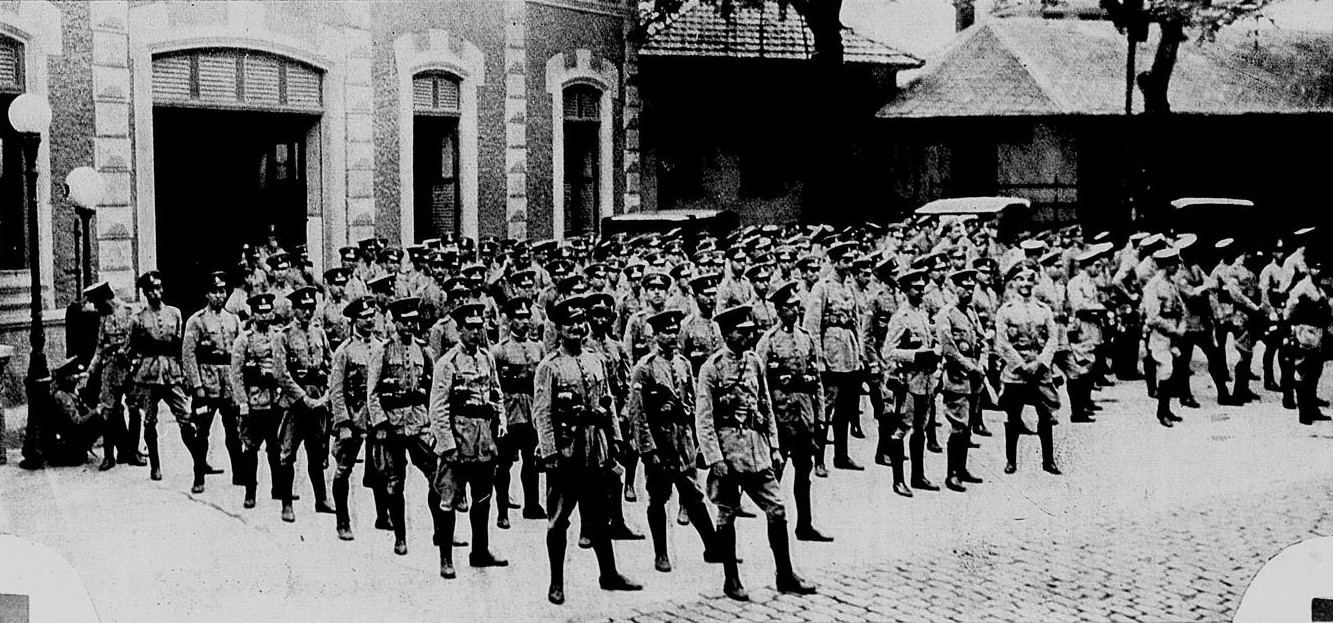
Alunos em guarda no palácio presidencial após a Revolução de 1930

Após a eclosão da Revolução de 1930 fora do Rio de Janeiro, a Escola foi posta de prontidão e o acesso dos alunos ao rádio e jornais foi proibido, buscando, sem sucesso, evitar sua contaminação pelo clima revolucionário. Alguns tenentes instrutores queriam participar. Em 24 de outubro, o levante eclodiu na capital. O comandante, general Constâncio Deschamps Cavalcanti, e outros oficiais permaneciam leais ao governo. Deschamps foi ao quartel-general do Exército, onde recebeu ordem de não mais apoiar as autoridades legalmente constituídas. Três dias depois, ele foi destituído do cargo. Dias após a queda do governo, o efetivo da Escola foi ao centro da cidade por insistência dos alunos, que clamavam pelas tradições da Praia Vermelha e 1922. A situação estava sob controle, mas tropas irregulares revolucionárias, recém-chegadas de outros estados, criavam um clima de tumulto. Os alunos vigiaram pontos-chave, incluindo o Palácio do Catete, e controlaram o tráfego nas principais avenidas.
Vários cadetes simpatizaram com a Revolução Constitucionalista de 1932, desanimados com o governo provisório de Getúlio Vargas instalado na Revolução de 1930. José Pessoa, comandante da Escola, recusou a solicitação de Góis Monteiro para empregar duas a três baterias de artilharia, mobiliadas com cadetes, na linha de frente contra os constitucionalistas. Ele argumentou que a operação de guerra comprometeria a formação de oficiais, desacreditaria o governo e ameaçaria envolver os cadetes numa luta política entre irmãos. Uma notícia equivocada de que a Escola seria desarmada circulou na Escola. Os cadetes iniciaram um desligamento em massa e comprometeram-se a apresentar-se ao Ministério da Guerra para continuar seu tempo de serviço, mas José Pessoa conseguiu impedir esse movimento. A Escola permaneceu em funcionamento enquanto os constitucionalistas eram derrotados.
Vários cadetes, além de jovens oficiais e sargentos, tiveram envolvimento direto ou indireto com o comunismo. O Comitê Antimilitar (Antimil) do Partido Comunista conseguiu converter alguns cadetes decepcionados com os rumos da Revolução de 1930. Na Intentona Comunista de 1935, o comandante da Escola, alertado por oficiais da Escola de Aviação Militar sobre o início da revolta, armou os cadetes e levou-os à estrada ao Campo dos Afonsos, prendendo os revoltosos que fugiam. Embora essa ação tenha sido militarmente pouco relevante, a inédita lealdade da Escola Militar às autoridades constituídas foi um alívio para as autoridades do Exército.

### A “geração do Realengo”

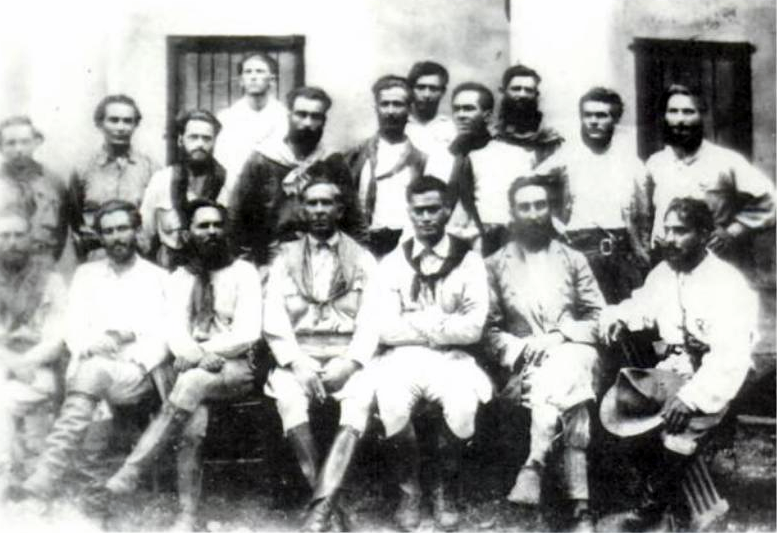
Luís Carlos Prestes, Juarez Távora, Siqueira Campos e outros colegas no comando da Coluna Prestes, tendo ao centro Miguel Costa, da Força Pública de São Paulo

Os ex-alunos e ex-instrutores do Realengo após a Missão Indígena e Missão Francesa eram predispostos ao envolvimento político, mas não é possível generalizar o comportamento político de todos. Muitos ocuparam cargos públicos, especialmente após o Exército assumir posição mais central na sociedade após a Revolução de 1930. Na Missão Indígena estavam nomes de grande projeção política mais tarde no século, como Henrique Teixeira Lott, Juarez Távora e Odílio Denys.
A geração tenentista original formou-se no Realengo em 1918–1919, especialmente entre os 51 segundos-tenentes e 146 aspirantes formados em dezembro de 1919. Os aspirantes de dezembro de 1918 foram retidos por mais um ano para serem treinados pela Missão Indígena. Dali saiu o que o historiador Frank McCann definiu como “os rebeldes mais tecnicamente profissionais que o Exército já enfrentou”: Luís Carlos Prestes, Antônio Siqueira Campos, Eduardo Gomes e Juarez Távora, entre outros. Para um deles, Cordeiro de Farias, a Coluna Prestes teve êxito graças aos laços formados poucos anos antes no Realengo. Em seus anos de estudo, Siqueira Campos, Eduardo Gomes e Juarez Távora discutiam a política e a Primeira Guerra no “Tugúrio de Marte”, casa alugada fora da Escola, às vezes frequentada por Luís Carlos Prestes.
Os generais responsáveis pelo golpe de Estado de 1964 formaram-se entre as reformas profissionalizantes dos anos 10 e a reforma de José Pessoa após 1930. Muitos consideraram a Escola Militar como o período decisivo na sua formação, mas suas práticas posteriores de intervencionismo político foram diversas e não se devem somente ao Realengo. Ao longo da carreira esse pequeno subgrupo teve formação na Escola de Estado-Maior e, em alguns casos, na Escola Superior de Guerra além de forte presença em cargos públicos e diplomáticos. Alguns tinham perfil de atuação política rebelde-insurrecional, participando do tenentismo nos anos 20. Outros, de perfil tecnoburocrático, só entraram na política com a Revolução de 1930, garantindo cargos no novo regime. Por fim, alguns conspiradores-institucionais só se envolveram na política tardiamente, como o primeiro governante da ditadura militar, Humberto Castelo Branco. Em sua turma de 1918–1921, foi colega de outros generais do golpe como Arthur da Costa e Silva, Olímpio Mourão Filho e Amaury Kruel. Os presidentes da ditadura militar, do primeiro ao último (João Figueiredo, em 1979–1985), foram todos ex-alunos do Realengo.

## Transferência para Resende

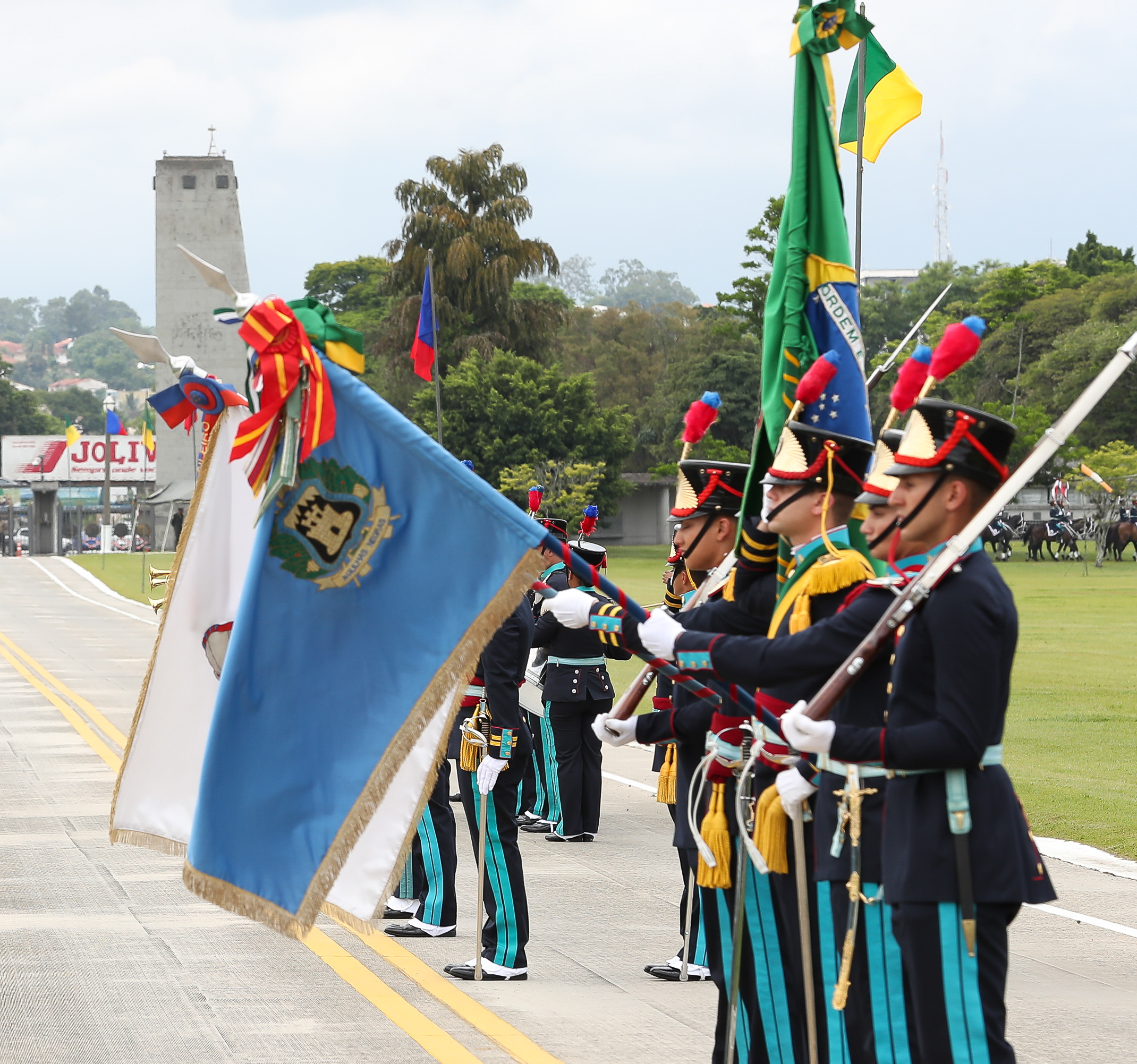
Estandarte e uniforme dos cadetes da AMAN em 2020

A construção de uma nova Escola Militar, longe da agitação política dos grandes centros populacionais, era ambição do comandante José Pessoa desde 1931. Suas exigências para o local eram climáticas, sanitárias, topográficas, hidrológicas, logísticas e sociais. A concorrência considerou Resende, Petrópolis, Teresópolis e Seropédica, no Rio de Janeiro, o Posto Zootécnico de Pinheiros, em São Paulo, e a Várzea do Marçal em São João Del-Rei, Minas Gerais. Prevaleceu a preferida do comandante, Resende, na região das Agulhas Negras. Em setembro de 1931, o ministro da Guerra e o governo provisório aprovaram a localização, e no ano seguinte o arquiteto Raul Penna Firme elaborou o projeto.
A ideia não era consenso na oficialidade; para seus opositores, surgiria um contraste danoso entre a nova Escola e a realidade da caserna. Quando José Pessoa quis instalar a pedra fundamental em 1933, as autoridades competentes não compareceram, alegando não haver um procedimento oficial em andamento para a implantação da Escola. Dificuldades financeiras e burocráticas adiaram o projeto e ele foi esquecido até 1937, quando as plantas foram desarquivadas e a construção realizada de 1939 a 1944. Na transição gradual, as duas Escolas no Realengo e Resende existiriam simultaneamente, esta iniciando suas atividades em 1º de janeiro de 1944, e aquela, terminando em 31 de dezembro do mesmo ano. A transferência começou pelos cadetes do 1º ano, pois suas atividades eram mais simples. A instalação dos cursos das Armas só foi definitiva em fevereiro de 1945, e em agosto do mesmo ano a nova Escola Militar de Resende formou seus primeiros aspirantes-a-oficial. A mudança de nome para a atual “Academia Militar das Agulhas Negras” ocorreu em 1951.
Após a transferência, as instalações no Realengo foram ocupadas por uma série de outras organizações militares. O prédio é atualmente usado como quartel-general do Grupamento de Unidades-Escola - 9.ª Brigada de Infantaria Motorizada.

### Citações
1. 1 2 3  McCann 2009, p. 315.
2. ↑  McCann 2009, p. 120.
3. ↑  Marcusso 2012, p. 60-61.
4. 1 2  Machado 2018, p. 137-138.
5. ↑  Marcusso 2012, p. 92.
6. 1 2  McCann 2009, p. 40.
7. ↑  Rodrigues 2008, p. 70-72.
8. ↑  Roesler 2015, p. 35-36.
9. ↑  Grunnenvaldt 2005, p. 234-235.
10. 1 2  Marcusso 2012, p. 115.
11. ↑  Machado 2018, p. 136-137.
12. ↑  Roesler 2015, p. 36-37.
13. ↑  Morais 2013, p. 153.
14. ↑  Grunnenvaldt 2005, p. 111.
15. ↑  Svartman 2012, p. 285.
16. ↑  Rodrigues 2008, p. 56.
17. ↑  Marcusso 2012, p. 82-83 e 87.
18. ↑  Santos 2021, p. 10-11 e 16-17.
19. ↑  Viana 2010, p. 59-61.
20. 1 2  Viana 2010, p. 72.
21. ↑  Marcusso 2012, p. 91.
22. 1 2 3  Castro 1994, p. 237.
23. ↑  Viana 2010, p. 28-63.
24. ↑  Viana 2010, p. 80.
25. ↑  McCann 2009, p. 248.
26. ↑  Rodrigues 2008, p. 203.
27. ↑  Gomes 2021, p. 198.
28. ↑  Marcusso 2012, p. 18-19.
29. ↑  Oliveira 2016, p. 2 e 9.
30. 1 2 3  Machado 2018, p. 138.
31. ↑  Rodrigues 2008, p. 204-205.
32. ↑  Marcusso 2012, p. 121.
33. ↑  Svartman 2012, p. 283.
34. ↑  Marcusso 2012, p. 120.
35. ↑  McCann 2009, p. 248-250.
36. ↑  Roesler 2015, p. 67-69.
37. ↑  Marcusso 2012, p. 88 e 153.
38. 1 2 3  Marcusso 2012, p. 194-195.
39. ↑  Roesler 2015, p. 75-81.
40. ↑  McCann 2009, p. 600.
41. ↑  Marcusso 2012, p. 137-138.
42. ↑  Rodrigues 2008, p. 125-126.
43. ↑  Roesler 2021, p. 351.
44. ↑  Roesler 2021, p. 719.
45. ↑  Castro 2004, p. 165.
46. ↑  Roesler 2021, p. 347, 354, 358-359 e 719.
47. ↑  Mantovani 2020, p. 24-25.
48. ↑  Roesler 2021, p. 432-436 e 719.
49. ↑  Gomes 2021, p. 206.
50. 1 2  Rodrigues 2008, p. 16.
51. ↑  Rodrigues 2008, p. 142.
52. ↑  Rodrigues 2008, p. 197.
53. ↑  Rodrigues 2008, p. 154.
54. ↑  Gomes 2021, p. 236.
55. ↑  Rodrigues 2008, p. 160-161.
56. ↑  Rodrigues 2008, p. 212.
57. ↑  Faria & Peres 2019, p. 71-73.
58. ↑  Martino 2001, p. 80-81.
59. ↑  Faria & Peres 2019, p. 74.
60. ↑  Rodrigues 2008, p. 200.
61. ↑  Grunnenvaldt 2005, p. 113.
62. ↑  Brasil, Decreto nº 10.198, de 30 de abril de 1913. Approva os regulamentos para os institutos militares de ensino.
63. ↑  Brasil, Decreto nº 10.832, de 28 de março de 1914. Altera artigos dos regulamentos dos collegios militares e Escolas Militar, Pratica do Exercito e de Estado Maior.
64. ↑  Rodrigues 2008, p. 206.
65. ↑  Brasil, Decreto nº 12.977, de 24 de abril de 1918. Approva o regulamento para a Escola Militar.
66. ↑  Brasil, Decreto nº 13.574, de 30 de abril de 1919. Approva o regulamento para a Escola Militar.
67. ↑  Brasil, Decreto nº 16.394, de 27 de fevereiro de 1924. Approva o regulamento para a Escola Militar.
68. ↑  Brasil, Decreto nº 18.713, de 25 de abril de 1929. Approva o regulamento para a Escola Militar.
69. ↑  Brasil, Decreto nº 23.994, de 13 de março de 1934. Aprova o Regulamento da Escola Militar.
70. 1 2 3  Rodrigues 2008, p. 133.
71. ↑  Brasil, Decreto nº 5.543, de 25 de abril de 1940. Aprova a primeira parte do Regulamento da Escola Militar.
72. ↑  Brasil, Decreto nº 5.847, de 22 de junho de 1940. Aprova a segunda parte do Regulamento da Escola Militar.
73. ↑  Rodrigues 2008, p. 202.
74. ↑  Brasil, Decreto nº 8.918, de 4 de março de 1942. Aprova o Regulamento para a Escola Militar, 1ª parte.
75. 1 2  McCann 2009, p. 249.
76. ↑  Grunnenvaldt 2005, p. 112.
77. ↑  Rodrigues 2008, p. 199.
78. ↑  Faria & Peres 2019, p. 72-73.
79. ↑  Marcusso 2012, p. 89-90.
80. ↑  Roesler 2021, p. 331-332.
81. ↑  Roesler 2015, p. 59.
82. ↑  Roesler 2021, p. 358.
83. 1 2  McCann 2009, p. 316.
84. ↑  Oliveira 2016, p. 10.
85. 1 2  Inácio 2000, p. 134.
86. 1 2  Lira Neto 2004, “As cartas de amor e as cartas de ódio”.
87. ↑  McCann 1980, p. 111.
88. ↑  Ribeiro 2019, p. 10.
89. ↑  Marcusso 2012, p. 173-174.
90. ↑  Rodrigues 2008, p. 121.
91. 1 2 3 4  Castro 2004, p. 161.
92. ↑  Marcusso 2012, p. 113-115, 119-120 e 143.
93. ↑  Viana 2010, p. 80-84.
94. ↑  Marcusso 2012, p. 113 e 151.
95. ↑  Viana 2010, p. 84.
96. ↑  Viana 2010, p. 155-156.
97. ↑  Roesler 2021, p. 337-342 e 347-348.
98. ↑  Roesler 2021, p. 340-349.
99. ↑  Santos 2021, p. 2-4, 11-12 e 17.
100. 1 2 3 4  Santos 2007, p. 323.
101. ↑  Grunnenvaldt 2005, p. 114-118 e 236.
102. ↑  Castro 2004, p. 158.
103. ↑  Marcusso 2012, p. 106-108.
104. ↑  Grunnenvaldt 2005, p. 241.
105. ↑  Grunnenvaldt 2005, p. 177.
106. ↑  Grunnenvaldt 2005, p. 185.
107. ↑  Rodrigues 2008, p. 207.
108. ↑  Rodrigues 2008, p. 200-201.
109. 1 2 3 4 5 6  Lira Neto 2004, "Cabeça-de-papel".
110. ↑  Roesler 2021, p. 396.
111. ↑  Castro 2004, p. 161 e 170.
112. 1 2  Grunnenvaldt 2005, p. 238.
113. ↑  Forjaz 2005, p. 282.
114. 1 2  Grunnenvaldt 2005, p. 113 e 118.
115. ↑  Marcusso 2012, p. 98.
116. ↑  Marcusso 2012, p. 101-102.
117. 1 2  Grunnenvaldt 2005, p. 128-164.
118. ↑  Grunnenvaldt 2005, p. 151.
119. ↑  Marcusso 2012, p. 183.
120. ↑  Grunnenvaldt 2005, p. 167, 189, 200 e 239-240.
121. ↑  Svartman 2012, p. 284-285.
122. ↑  Grunnenvaldt 2005, p. 208.
123. ↑  Grunnenvaldt 2005, p. 238-239.
124. ↑  McCann 2009, p. 315-316.
125. ↑  Marcusso 2012, p. 223.
126. 1 2  Marcusso 2012, p. 225.
127. ↑  Castro 1997, p. 7.
128. ↑  Gomes 2021, p. 193-201.
129. ↑  Martino 2001, p. 77-78.
130. ↑  Rodrigues 2008, p. 199-202.
131. ↑  Faria & Peres 2019, p. 73-74.
132. ↑  Rodrigues 2008, p. 105-106.
133. ↑  Grunnenvaldt 2005, p. 217.
134. ↑  Rodrigues 2008, p. 120.
135. ↑  Grunnenvaldt 2005, p. 221-225.
136. ↑  Rodrigues 2008, p. 154 e 192.
137. ↑  Rodrigues 2008, p. 120-121.
138. ↑  Castro 2004, p. 173.
139. ↑  McCann 2009, p. 308 e 311.
140. ↑  Vitor 2019, p. 65-66.
141. 1 2  McCann 1980, p. 110.
142. ↑  Rodrigues 2008, p. 48.
143. ↑  Roesler 2015, p. 37.
144. ↑  Rodrigues 2008, p. 63.
145. ↑  Roesler 2021, p. 360-361.
146. ↑  Carvalho 2006, p. 78-79.
147. ↑  Rodrigues 2008, p. 210-212.
148. 1 2  Rodrigues 2008, p. 164-166.
149. ↑  Rodrigues 2008, p. 133-135 e 175.
150. ↑  Rodrigues 2008, p. 210.
151. ↑  Rodrigues 2008, p. 141.
152. 1 2  Rodrigues 2008, p. 208-212.
153. ↑  Rodrigues 2008, p. 175.
154. ↑  Rodrigues 2008, p. 193-195.
155. ↑  Carvalho 2006, p. 80.
156. ↑  Rodrigues 2008, p. 166-167 e 212.
157. ↑  Rodrigues 2008, p. 167-170 e 207.
158. 1 2  Castro 2004, p. 181-185.
159. ↑  McCann 1980, p. 122-123.
160. 1 2  Roesler 2015, p. 122-126.
161. ↑  Marcusso 2012, p. 118.
162. 1 2  Roesler 2015, p. 120.
163. ↑  Roesler 2021, p. 336-337, 339-340 e 377-379.
164. ↑  Rodrigues 2008, p. 140.
165. 1 2  McCann 2009, p. 484.
166. ↑  Marques 2014, p. 39.
167. ↑  Martino 2001, p. 70.
168. ↑  Marques 2014, p. 78-82.
169. ↑  Castro 2004, p. 167-168.
170. ↑  Marques 2014, p. 78.
171. 1 2  Svartman 2012, p. 287.
172. ↑  Roesler 2015, p. 128.
173. ↑  Castro 2004, p. 169.
174. ↑  Marcusso 2012, p. 169.
175. ↑  Svartman 2012, p. 286.
176. ↑  Roesler 2015, p. 70.
177. ↑  Viana 2010, p. 81 e 83.
178. ↑  Castro 2004, p. 172-173.
179. ↑  Roesler 2021, p. 376-377.
180. ↑  Svartman 2012, p. 294-295.
181. ↑  McCann 2009, p. 314-315.
182. ↑  Marcusso 2012, p. 117.
183. ↑  McCann 2009, p. 267.
184. ↑  Roesler 2021, p. 361-362.
185. ↑  Roesler 2021, p. 343.
186. ↑  Castro 2004, p. 175-181.
187. ↑  Roesler 2021, p. 404-408.
188. ↑  Svartman 2012, p. 295-296.
189. ↑  Viana 2010, p. 87-89.
190. ↑  Roesler 2021, p. 349.
191. ↑  Castro 2000, p. 106-107.
192. ↑  Roesler 2021, p. 363-365.
193. ↑  Castro 1994, p. 235.
194. ↑  Mantovani 2020, p. 21-24.
195. ↑  Castro 1994, p. 231-232.
196. ↑  Castro 1994, p. 234.
197. ↑  Roesler 2021, p. 362-363.
198. ↑  Roesler 2021, p. 358-359.
199. ↑  Roesler 2021, p. 367-373.
200. ↑  Castro 1994, p. 235-236.
201. 1 2 3  Cruz & Moreira 2015, p. 179.
202. ↑  Morais 2013, p. 177.
203. ↑  Svartman 2012, p. 284.
204. ↑  Svartman 2012, p. 289-290.
205. ↑  Marcusso 2012, p. 170.
206. ↑  Castro 2004, p. 160.
207. ↑  Svartman 2012, p. 287-295.
208. ↑  Roesler 2015, p. 149-154.
209. ↑  Marcusso 2012, p. 153-171.
210. ↑  Roesler 2015, p. 135-147.
211. ↑  Roesler 2021, p. 329-331.
212. ↑  Roesler 2021, p. 408-411.
213. ↑  Gomes 2021, p. 191-192.
214. ↑  Roesler 2021, p. 415.
215. ↑  Roesler 2015, p. 155-158.
216. ↑  Roesler 2015, p. 136-137.
217. ↑  Forjaz 1983, p. 6.
218. ↑  McCann 2009, p. 252 e 600-601.
219. ↑  Svartman 2006, p. 30.
220. ↑  Svartman 2006, p. 270-271.
221. ↑  Svartman 2006, p. 33-35.
222. ↑  Roesler 2015, p. 159.
223. ↑  Svartman 2006, p. 19-20.
224. ↑  Roesler 2021, p. 447-457.
225. ↑  Roesler 2021, p. 468-469.
226. ↑  Mantovani 2020, p. 27-29.
227. ↑  Mantovani 2020, p. 30.
228. ↑  Roesler 2021, p. 492.
229. ↑  Roesler 2021, p. 502.
230. ↑  Gomes 2021, p. 215-216.
231. ↑  Santos 2021, p. 12.
232. ↑  Gomes 2021, p. 74.